# Libero consorzio comunale di Agrigento
Il libero consorzio comunale di Agrigento è un libero consorzio comunale di 446 437 abitanti della Sicilia, con capoluogo Agrigento, comprendente 43 comuni su una superficie di 3052,59 km². È subentrato il 4 agosto 2015 alla soppressa provincia regionale di Agrigento.
Confina a ovest con il libero consorzio comunale di Trapani, a nord con la città metropolitana di Palermo, a est con il libero consorzio comunale di Caltanissetta e a sud si affaccia sul Canale di Sicilia. Fanno parte del territorio consortile pure le isole Pelagie.
Il suo comune capofila è Agrigento, città che nel 1927, durante il periodo fascista, assunse l’attuale denominazione in luogo dell’antico nome di Girgenti. Agrigento è considerata, per eccellenza, la terra simbolo della colonizzazione greca in Italia, e conserva il maggior numero di testimonianze archeologiche dell’epoca classica visitabili sul territorio. La sua celebre valle archeologica costituisce una delle principali attrazioni turistiche dell’intera Sicilia.
Nel territorio del consorzio si trova la Valle dei Templi, uno dei più rilevanti siti archeologici della civiltà greca classica, che dal 1997 è iscritta nella lista dei patrimoni dell’umanità dell’UNESCO.

## Geografia fisica

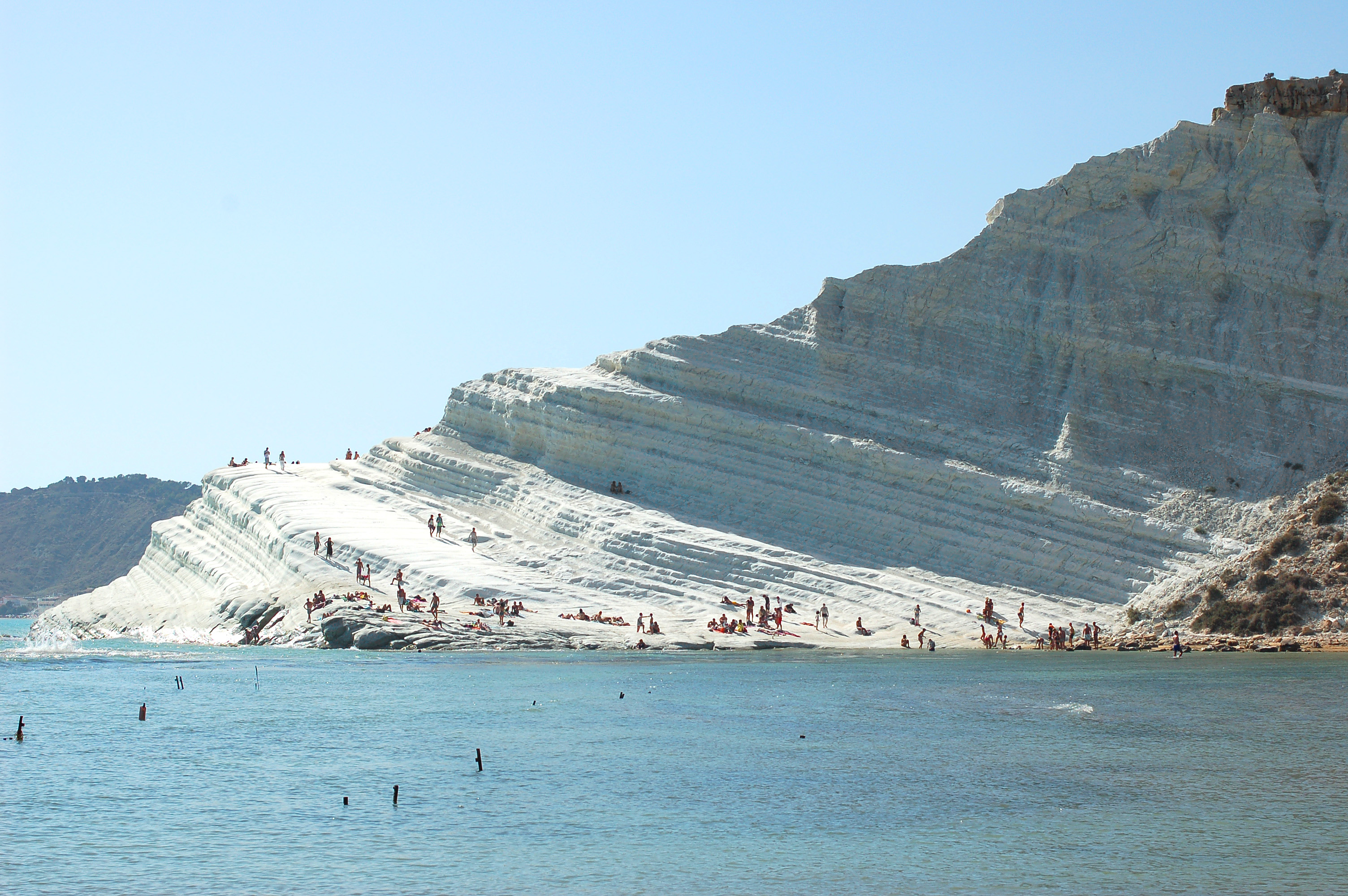
Realmonte, Scala dei Turchi

### Territorio

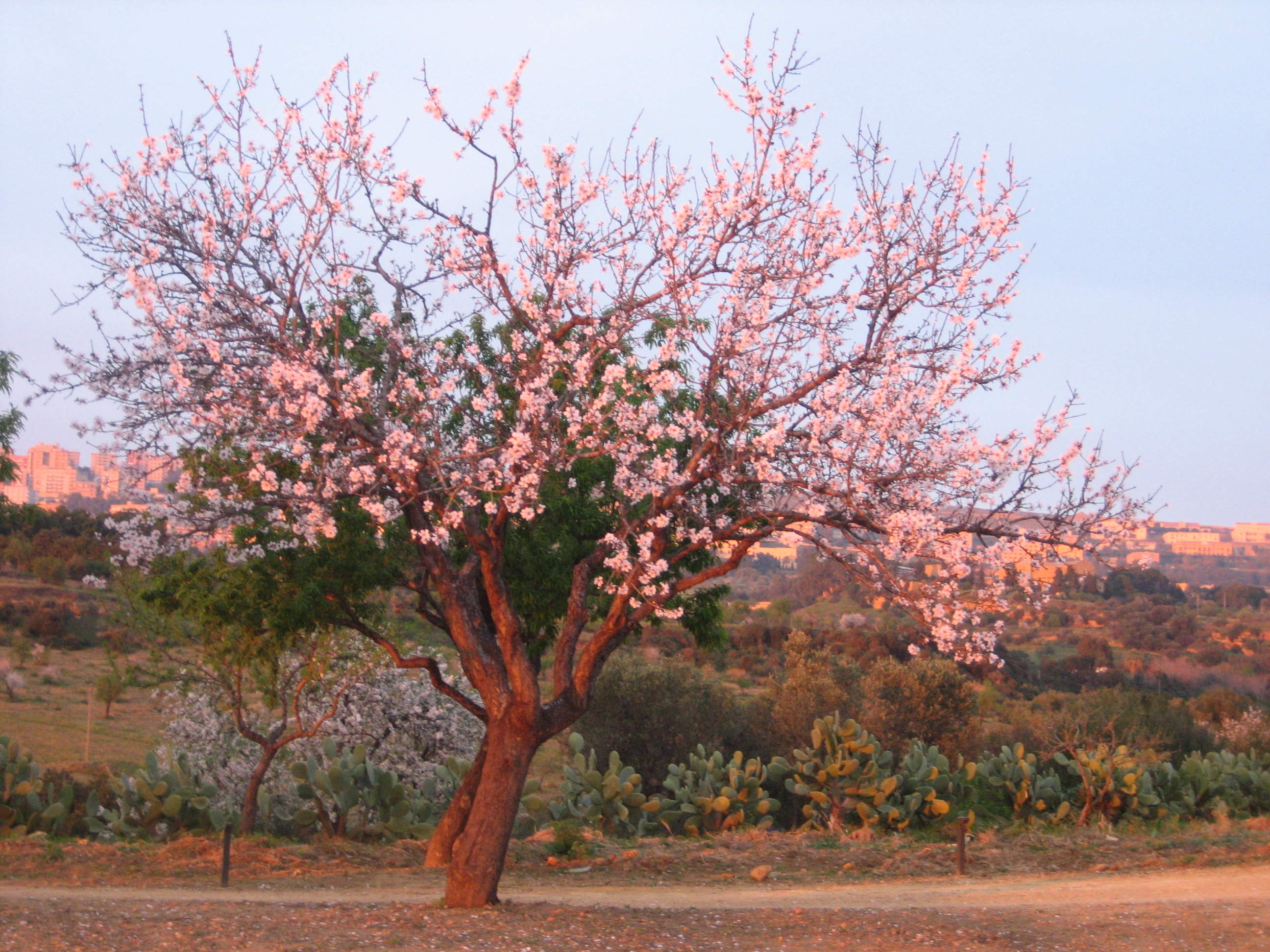
Un mandorlo della Valle dei Templi

Il territorio del Libero consorzio comunale di Agrigento si trova nella parte centro-meridionale della Sicilia e presenta una netta distinzione geografica tra la fascia costiera e l’entroterra. La costa, che si affaccia sul canale di Sicilia, è prevalentemente bassa e sabbiosa, mentre l’interno è caratterizzato da rilievi collinari di forma arrotondata e dall’aspetto arido, un tempo ricchi di giacimenti di zolfo. A nord il territorio è delimitato dai Monti Sicani, mentre a est e a ovest scorrono rispettivamente i fiumi Salso e Belice.
L’unica zona pianeggiante di rilievo si estende nel territorio del comune di Licata, anticamente identificato con i Campi Geloi nelle fonti greche, in particolare quelle dei rodio-cretesi.
Tra i comuni di Sambuca di Sicilia e Caltabellotta si trova un’enclave amministrativa appartenente alla Città metropolitana di Palermo: la frazione di San Biagio, dipendente dal comune di Bisacquino.
Il comune di Casteltermini, situato nel settore nord-orientale del territorio, mostra una forte affinità con la vicina provincia di Caltanissetta, alla quale è collegato sia per prossimità geografica sia per continuità infrastrutturale, in particolare con i centri di Cammarata e San Giovanni Gemini. Anche sul piano linguistico e culturale, l’area presenta un equilibrio tra le influenze agrigentine e nissene.
L’estensione territoriale del libero consorzio va da est a ovest dal mare di Licata alle spiagge di Menfi, nei pressi delle rovine greche di Selinunte, mentre da nord a sud si sviluppa dalla catena montuosa dei Sicani fino al Canale di Sicilia. Fanno parte del territorio anche le Isole Pelagie — Lampedusa, Linosa e Lampione — che, pur amministrativamente appartenenti al consorzio, appartengono geologicamente al continente Africano.
Il territorio del libero consorzio coincide perfettamente con quello dell’arcidiocesi di Agrigento, che rappresenta la più vasta diocesi cattolica della Sicilia per estensione.

#### Isole
Il libero consorzio di Agrigento, come altri siciliani, comprende anche alcune isole minori: l'arcipelago delle Pelagie, infatti, appartiene amministrativamente al libero consorzio di Agrigento, anche se legato geograficamente all'Africa, sia per le caratteristiche climatiche sia per la vicinanza al continente. Dell'arcipelago fanno parte l'Isola di Lampedusa, l'Isola di Linosa e la piccola e disabitata Isola di Lampione, comprese nel territorio comunale di Lampedusa e Linosa. Altre isole del libero consorzio, seppur di esigue dimensioni, sono la Rocca San Nicola, appartenente al comune di Licata, lo scoglio di Pietra Patella, a Palma di Montechiaro, e gli scogli Guicciarda, appartenenti al comune di Realmonte.

#### Orografia

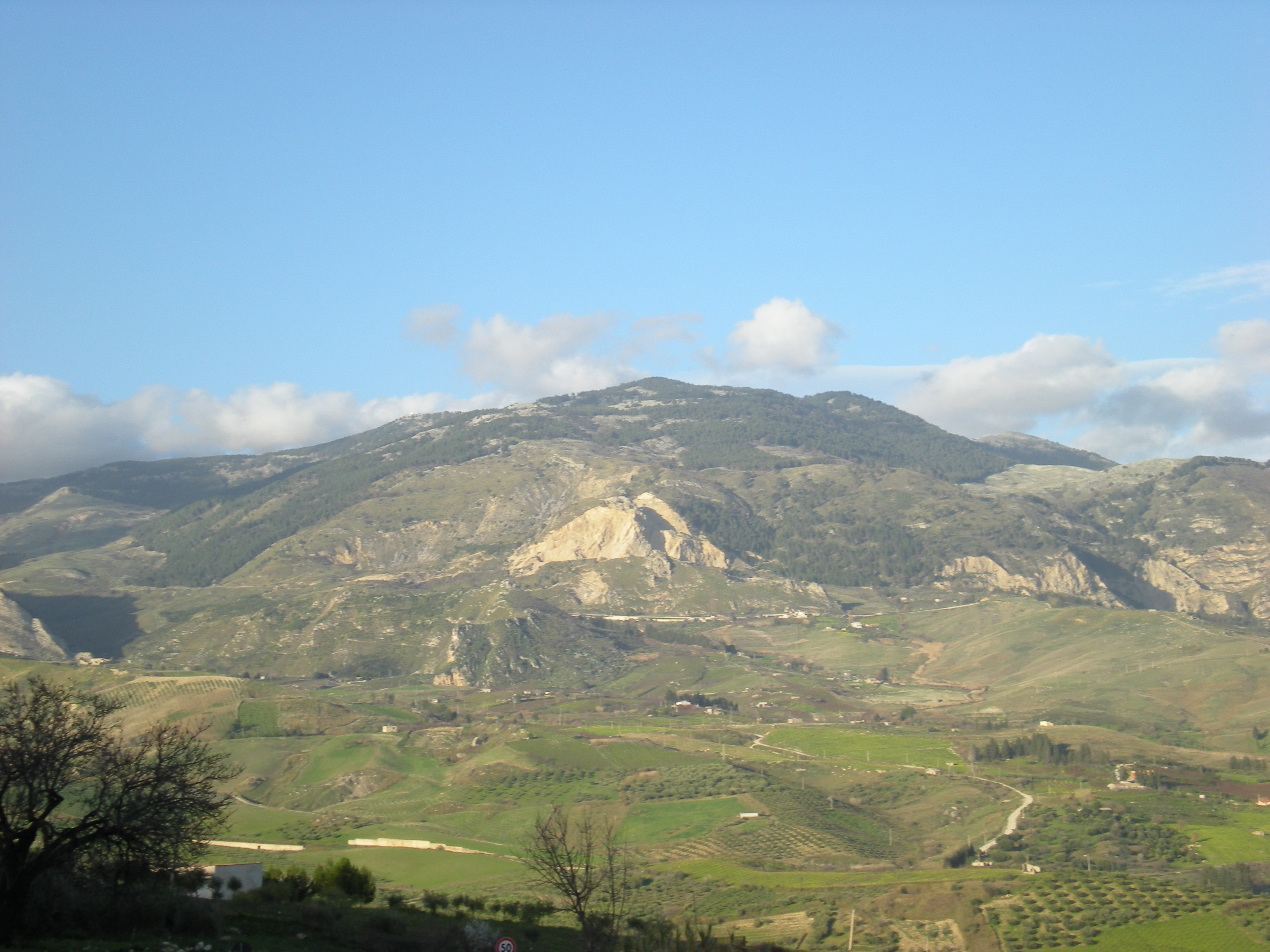
Il Monte delle Rose (Bivona).

Il libero consorzio di Agrigento è prevalentemente collinare; la parte settentrionale, tuttavia, ricade nel territorio del sistema montuoso dei Monti Sicani, che presenta alcune cime di oltre 1.000 m di altezza: il Monte delle Rose, situato al confine tra il libero consorzio di Agrigento e la città metropolitana di Palermo (nei territori comunali di Bivona dentro il libero consorzio e Palazzo Adriano nel palermitano), e il Monte Cammarata (1.578 m), la cima più elevata del libero consorzio.

#### Idrografia

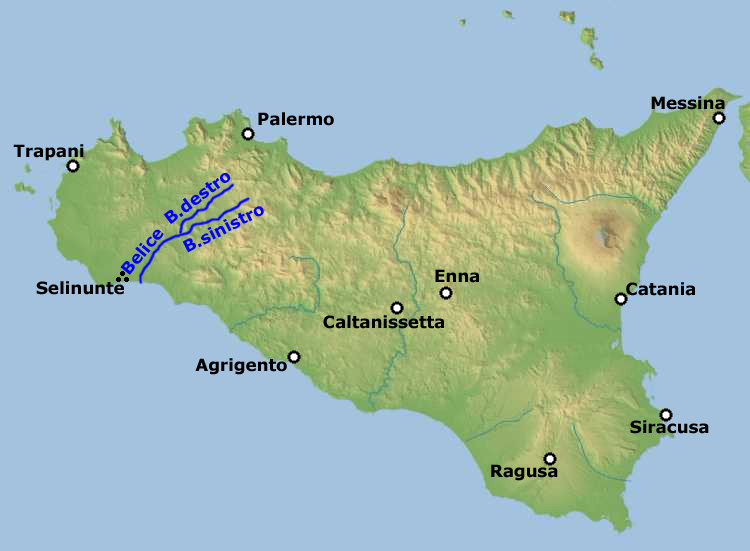
Il percorso tra il trapanese e l'agrigentino del fiume Belice.

Il libero consorzio di Agrigento comprende tre laghi artificiali: la Diga Castello (o Lago di Magazzolo), presso Bivona, il Lago Arancio, presso Sambuca di Sicilia, ai piedi dei monti Arancio (403 m) e Cirami (516 m) e la Diga San Giovanni sul fiume Naro, presso la città omonima al fiume. Nonostante la presenza di questi bacini, il libero consorzio risulta alquanto povero di risorse idriche ed è spesso soggetto a mancanza d'acqua potabile, per via del regime semi-torrentizio dei corsi d'acqua che l'attraversano, che durante la stagione estiva diventano completamente secchi. Tuttavia sono più di uno i fiumi di rilevanza che interessano il libero consorzio:
- il fiume Belice, attraversa il nord dell'agrigentino, al confine con il Libero consorzio comunale di Trapani. La portata media annua (circa 4,5 m³/s).
- il fiume Platani, che attraversa diversi centri abitati del libero consorzio (come San Biagio Platani) per sfociare dopo un tortuoso viaggio nel Canale di Sicilia. Il fiume ha carattere torrentizio con piene notevoli in autunno e magre fortissime in estate, con una portata media annua di 7,5 m³/s. È uno dei fiumi principali della Sicilia.
- il fiume Imera Meridionale, detto anche Salso, secco solo per un medio periodo all'anno, portata (circa 5,1 m³/s). L'Imera Meridionale scorre nei territori collinari tra il Libero consorzio comunale di Enna e quello di Agrigento e sfocia nel mare di Licata. Rappresenta il fiume più lungo di Sicilia e in passato ha rappresentato il confine della parte orientale della Sicilia con quella occidentale, dalla Sicilia dei Sicani e dei Siculi, dai Cartaginesi e Greci ai Romani, e poi linea di confine tra il Val di Noto e il Val di Mazara.

### Clima
A nord nell'entroterra il clima è differente dal resto del libero consorzio, rispecchiando in più mesi quello della Sicilia centrale.
Il libero consorzio comunale di Agrigento è però uno dei più caldi della Sicilia, anche se meno esposto alle condizioni estreme che si verificano in altre aree dell'isola, durante le più intense onde di calore estive. Lungo la fascia costiera e le pianure litoranee in inverno difficilmente si scende al di sotto dei 7/8 °C, mentre d'estate le temperature medie si mantengono piuttosto elevate (medie giornaliere attorno ai +26/+27 °C in luglio e agosto).
Ecco come le temperature medie registrate sono state messe in ordine in mesi e nelle varie stagioni dell'anno dal principale centro di informazioni climatiche della zona, la stazione meteorologica di Agrigento:
| AGRIGENTO          | Mesi | Mesi | Mesi | Mesi | Mesi | Mesi | Mesi | Mesi | Mesi | Mesi | Mesi | Mesi | Stagioni | Stagioni | Stagioni | Stagioni | Anno |
| AGRIGENTO          | Gen  | Feb  | Mar  | Apr  | Mag  | Giu  | Lug  | Ago  | Set  | Ott  | Nov  | Dic  | Inv      | Pri      | Est      | Aut      | Anno |
| ------------------ | ---- | ---- | ---- | ---- | ---- | ---- | ---- | ---- | ---- | ---- | ---- | ---- | -------- | -------- | -------- | -------- | ---- |
| T. max. media (°C) | 14,0 | 14,5 | 16,4 | 18,9 | 23,6 | 28,2 | 30,9 | 30,9 | 27,5 | 23,5 | 19,3 | 15,8 | 14,8     | 19,6     | 30,0     | 23,4     | 22,0 |
| T. min. media (°C) | 8,0  | 8,0  | 9,1  | 11,2 | 14,8 | 19,2 | 21,8 | 22,1 | 19,8 | 16,1 | 12,6 | 9,7  | 8,6      | 11,7     | 21,0     | 16,2     | 14,4 |

Altre stazioni meteorologiche nel territorio agrigentino sono presenti a Bivona, Lampedusa, Licata, Racalmuto e Sciacca.

## Storia

### Dalla preistoria alla distruzione di Akragas

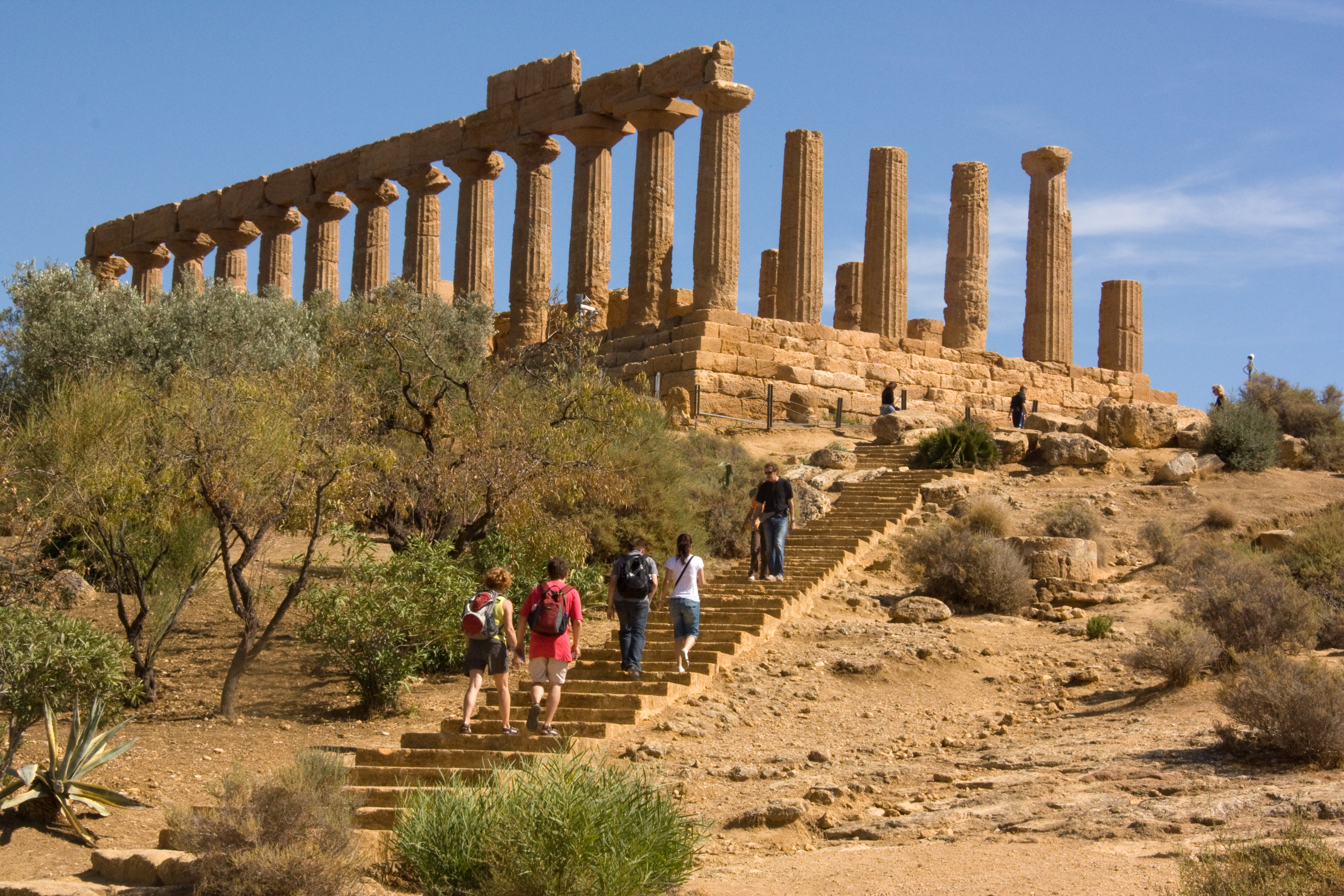
Una delle tante testimonianze della storia agrigentina: il tempio di Hera.

Il territorio agrigentino è stato abitato fin dalla preistoria, come dimostrano le testimonianze riferibili all'età del rame e del bronzo, individuate nelle immediate vicinanze della città attuale. L'area era abitata inizialmente dai Sicani, popolo autoctono stanziato in gran parte della Sicilia. Nel VII secolo a.C. si insediarono i primi Greci che costrinsero i Sicani ad abbandonare le coste e spostarsi verso l'interno, dando il via alla colonizzazione che nel corso dei decenni successivi comportò la progressiva fusione dei Greci coi Sicani con la conseguente nascita dei Sicelioti.
Il periodo greco si apre quindi con la nascita della polis Ἀκράγας (Akragas) fondata nel 581 a.C. da coloni di Gela, originari delle isole di Rodi e di Creta, per bloccare l'espansione verso est di Selinunte. La scelta del sito dell'antica Akragas fu dovuta alla presenza di campi coltivabili e di alture su cui arroccare l'acropoli, la Rupe Atenea (il punto più alto della città). Tra il VI secolo e l'inizio del V secolo a.C., sotto la tirannia di Falaride si ebbero le fortificazioni delle mura e le grandi costruzioni dei templi dorici, nonché la politica espansionistica verso l'interno a spese delle popolazioni sicane.
Divenuta grande potenza militare, Akragas riuscì a sconfiggere più di una volta Cartagine nella guerra per il controllo del Canale di Sicilia. Nel 409 a.C. i cartaginesi si impossessarono di Minoa (sotto il dominio di Akragas), e nel 406 a.C. saccheggiarono e incendiarono Akragas. Nel 339 a.C., grazie a Timoleonte che destituì i tiranni della Sicilia, fece ricostruire e ripopolare la città.
Nel 282 a.C., Finzia, tiranno di Akragas, distrusse definitivamente Gela e ne deportò la popolazione a Licata. Testimonianze di insediamenti ellenici e pre-ellenici sono presenti sul Monte Sant'Angelo che sovrasta la città di Licata, tanto da far presumere che si trattasse proprio dell'antica Gela, dati i tantissimi riferimenti geografici e storici scorsi.

### Il periodo romano
I Romani penetrarono per la prima volta in Sicilia nel 264 a.C., dichiarando guerra a Cartagine, per il possesso dell'isola, e il controllo commerciale del Mediterraneo, contribuendo così all'inizio della Prima guerra punica.
Nel 262 a.C. i romani marciarono su Agrigento dove i Cartaginesi tenevano una guarnigione comandata da Annibale di Giscone. Annibale e la sua guarnigione si rinchiusero all'interno delle mura, e si prepararono a un lungo assedio durato cinque mesi. I Cartaginesi riuscirono a chiedere rinforzi, che giunsero guidati da Annone. Fu così che si venne alla Battaglia di Agrigento, vinta dai Romani. Fra il 256 a.C. e il 255 a.C. Roma, che si costruì una grande flotta, tentò di portare la guerra in Africa per invadere le colonie cartaginesi. Cartagine cercò di fermare questa operazione ma venne sconfitta nella Battaglia di Capo Ecnomo, al largo delle coste di Licata.
Nel 210 a.C., con la seconda guerra punica, Akragas passò sotto il controllo di Roma col nome latinizzato di "Agrigentum".

### Alto Medioevo

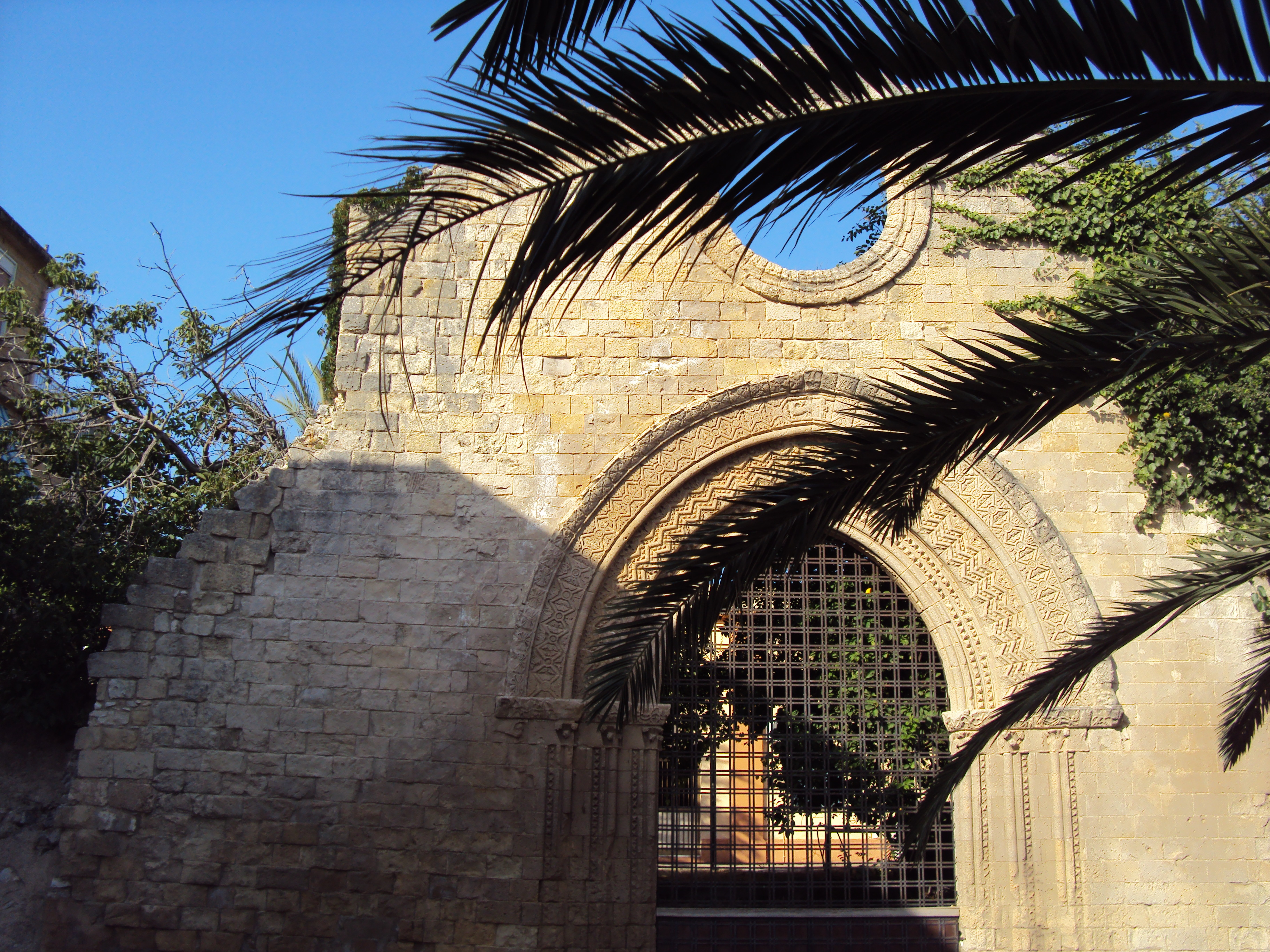
Architettura gotica nell'Agrigentino: il portale gotico-chiaramontano (detto arabo-normanno) dell'antica chiesa madre di Bivona.

Con la caduta dell'Impero Romano d'Occidente, la Sicilia subì la breve invasione degli Ostrogoti che non lasciarono traccia alcuna del loro passaggio. Nel 535, con la Guerra gotica, la Sicilia venne annessa all'Impero Bizantino divenendone una delle province più importanti, tale status si protrasse per più di tre secoli.
Gli Arabi presero il capoluogo nell'828, attribuendogli il nome di "Girgenti".
La nascita dell'Emirato islamico di Sicilia apportò un progressivo sviluppo economico e una nuova crescita demografica. L'intero territorio agrigentino ricadde nel Vallo di Mazara (uno dei tre valli in cui era suddivisa la Sicilia dai tempi dell'Emirato di Sicilia e fino all'abolizione adoperata dalla Costituzione siciliana del 1812).
Nel 1087, disgregatosi l'Emirato di Sicilia, si andò progressivamente formando la Contea di Sicilia, ad opera del Gran Conte Ruggero I Altavilla che poi, grazie a suo figlio e successore, Ruggero, si trasformò in Regno di Sicilia nell'anno 1130, regalando periodi di massimo benessere, e di grande crescita economica al territorio agrigentino. La più fortunata fu Licata che ne prese il titolo di città reale e demaniale e che per diversi secoli rappresentò uno dei porti commerciali più importanti del Mediterraneo per via degli scambi con tutti i paesi del bacino, grazie al suo caricatore di grano.

### Il Medioevo e l'età moderna

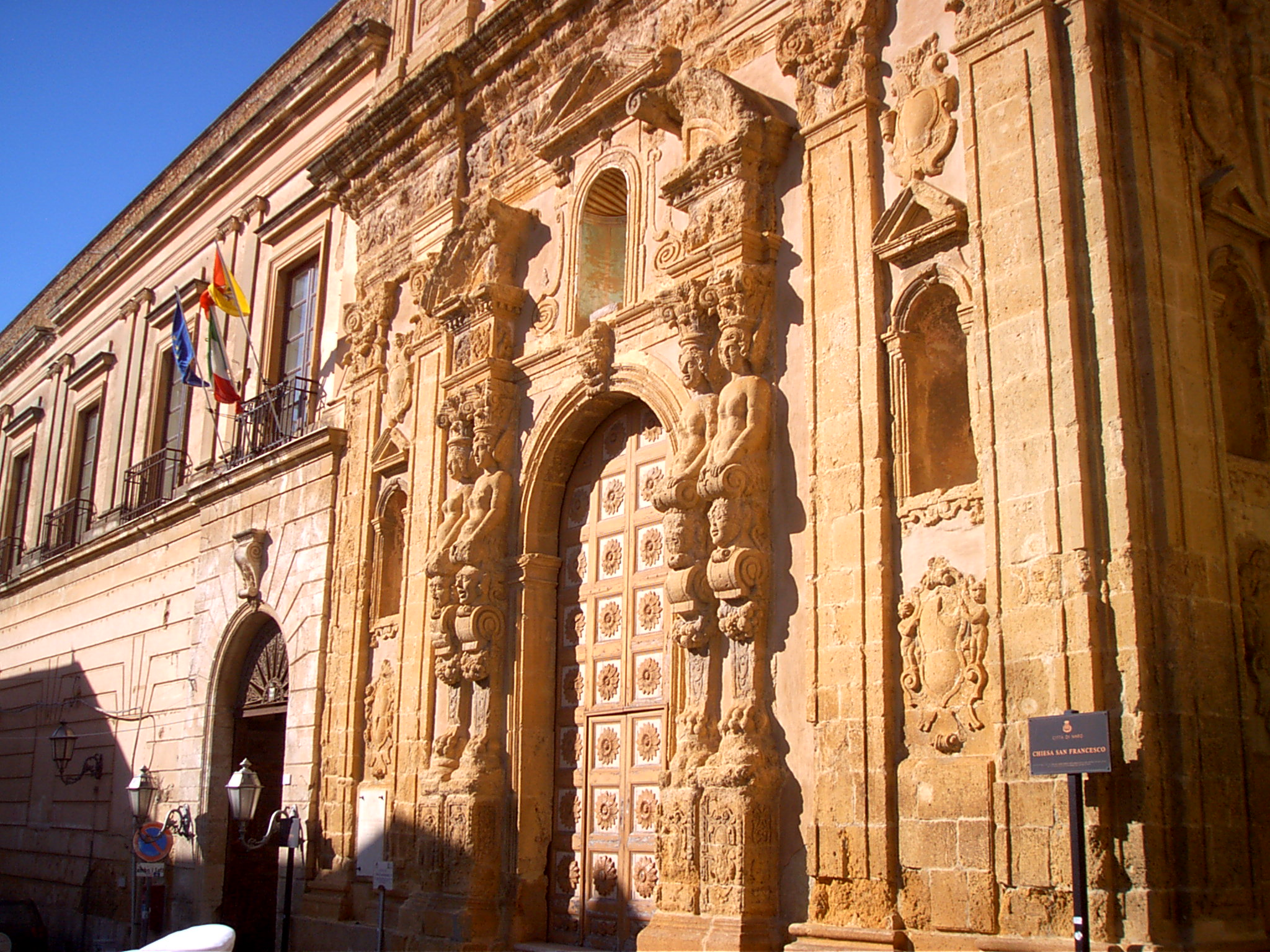
Naro, chiesa di San Francesco.

Testimonianze del periodo medievale nel territorio agrigentino sono i numerosi castelli della zona, ad esempio quello di Palma di Montechiaro, realizzato nel 1353, che, per la sua posizione strategica, ricoprì un ruolo di grande importanza nella storia della lotta contro le scorrerie dei pirati nella fascia costiera; attualmente è ben conservato in tutta la sua imponenza. Il castello inoltre tra i tanti castelli chiaramontani presenti in Sicilia, è il solo edificato su un costone roccioso a picco sul mare. Altri ruderi di rocche medievali sono attualmente visitabili anche nel resto del territorio, come a Bivona, prima città siciliana a essere stata elevata a dignità di ducato (nel 1554 per opera di Carlo V). Da non dimenticare il Castel San Giacomo a Licata, che rappresentava un'isola fortificata di fronte l'attuale porto. Per secoli era il baluardo di un'intera costa per le sue difese e tamponò gli attacchi dei vari pirati turchi, francesi e inglesi che volevano attaccare la città licatese ai tempi del Regno di Sicilia. Altro castello d'importanza rilevante è il castello di Naro, esso sorge sulla sommità della collina sulla quale si sviluppa la città e risale al Trecento, opera della famiglia Chiaramonte. Fu ingrandito nel 1330 per volere del re di Sicilia Federico III il quale fece costruire l'imponente torre quadrata. Dal 1912 è monumento nazionale.

### L'età contemporanea
Nel 1861, a seguito dell’unificazione italiana, i preesistenti distretti di Girgenti, Bivona e Sciacca furono riorganizzati in circondari. Questa suddivisione rimase in vigore fino al 1927, anno in cui i circondari furono aboliti su tutto il territorio del Regno d’Italia. Nello stesso anno, la città di Girgenti assunse ufficialmente il nome di Agrigento, comportando anche la contestuale modifica della denominazione della provincia.
Tra la fine del XIX e l’inizio del XX secolo, la città di Agrigento conobbe un significativo processo di modernizzazione. In questo periodo vennero edificati nuovi palazzi e tracciate le principali arterie urbane, dando forma alla città contemporanea. Il nuovo tessuto urbano si sviluppò ai piedi dell’antica acropoli, determinando una distinzione tra Agrigento alta, corrispondente al nucleo storico di epoca greca, e Agrigento bassa, ovvero la parte moderna della città.
Con l’entrata in vigore dello Statuto speciale siciliano nel 1946, le province siciliane furono formalmente soppresse. Esse vennero tuttavia ricostituite il 15 marzo 1963, in conformità con la normativa nazionale, e successivamente trasformate in “province regionali” il 6 marzo 1986.
Nel 1968 la porzione occidentale della provincia fu gravemente colpita dal terremoto del Belice, che provocò ingenti danni e la distruzione quasi totale dei centri abitati di Montevago e Santa Margherita di Belice.

#### Istituzione del Libero consorzio comunale
Il 28 marzo 2014 fu prevista la soppressione delle nove province regionali siciliane, da sostituirsi con nove “Liberi Consorzi comunali” e tre aree metropolitane, a seguito dell’entrata in vigore della legge approvata dall’Assemblea Regionale Siciliana il 12 marzo 2014.
In applicazione della legge regionale del 24 marzo 2014, n. 8, intitolata “Istituzione dei liberi Consorzi comunali e delle Città metropolitane”, e successivamente regolamentata con la legge regionale n. 15 del 4 agosto 2015, “Disposizioni in materia di liberi Consorzi comunali e Città metropolitane”, la provincia regionale di Agrigento è stata definitivamente soppressa e sostituita dal Libero consorzio comunale di Agrigento.

## Simboli

### Stemma

Lo stemma del Libero consorzio comunale

Lo stemma del Libero consorzio comunale era suddiviso in tre sezioni, rappresentative degli emblemi comunali di Agrigento (nel rettangolo a sinistra), Sciacca (nel quadrato in alto a destra) e Bivona (nel quadrato in basso a destra). Le tre città simboleggiate corrispondevano rispettivamente alla sede della prefettura e delle due sottoprefetture allora esistenti, nei cui anni di funzionamento fu approvato lo stemma provinciale. Il simbolo venne ufficialmente riconosciuto come stemma della provincia dal Regno d’Italia nel 1938 e, da allora, non ha subito modifiche.
Le tre sezioni che compongono lo stemma sono accomunate dalla predominanza dell’azzurro acceso, simbolo del cielo limpido. La parte sinistra, la più ampia, raffigura tre giganti che, stando con i piedi su una pianura, sorreggono una struttura con tre torri medievali; sulla sommità della torre centrale campeggia un’Ostia consacrata, simbolo della fede cristiana. Alla base della costruzione si legge la frase latina: Siget Agrigentu mirabilis aula gigantum. Nella sezione superiore destra è raffigurato un cavaliere in armatura a cavallo, intento a risalire un pendio o una collina, sulla cui cima si erge una fortezza medievale; nel cielo è presente un piccolo sole irradiante. Infine, nella parte inferiore destra, su un prato verde, è rappresentato un granchio di fiume, identificabile come Potamon fluvitile; sullo sfondo celeste è visibile la Luna.

### Gonfalone

Il gonfalone del Libero consorzio comunale

Il gonfalone è costituito da un drappo di colore azzurro, recante al centro lo stemma ufficiale della provincia, contornato dalla legenda PROVINCIA REGIONALE DI AGRIGENTO in caratteri gialli.

## Monumenti e luoghi d'interesse

### Monumenti e siti di interesse

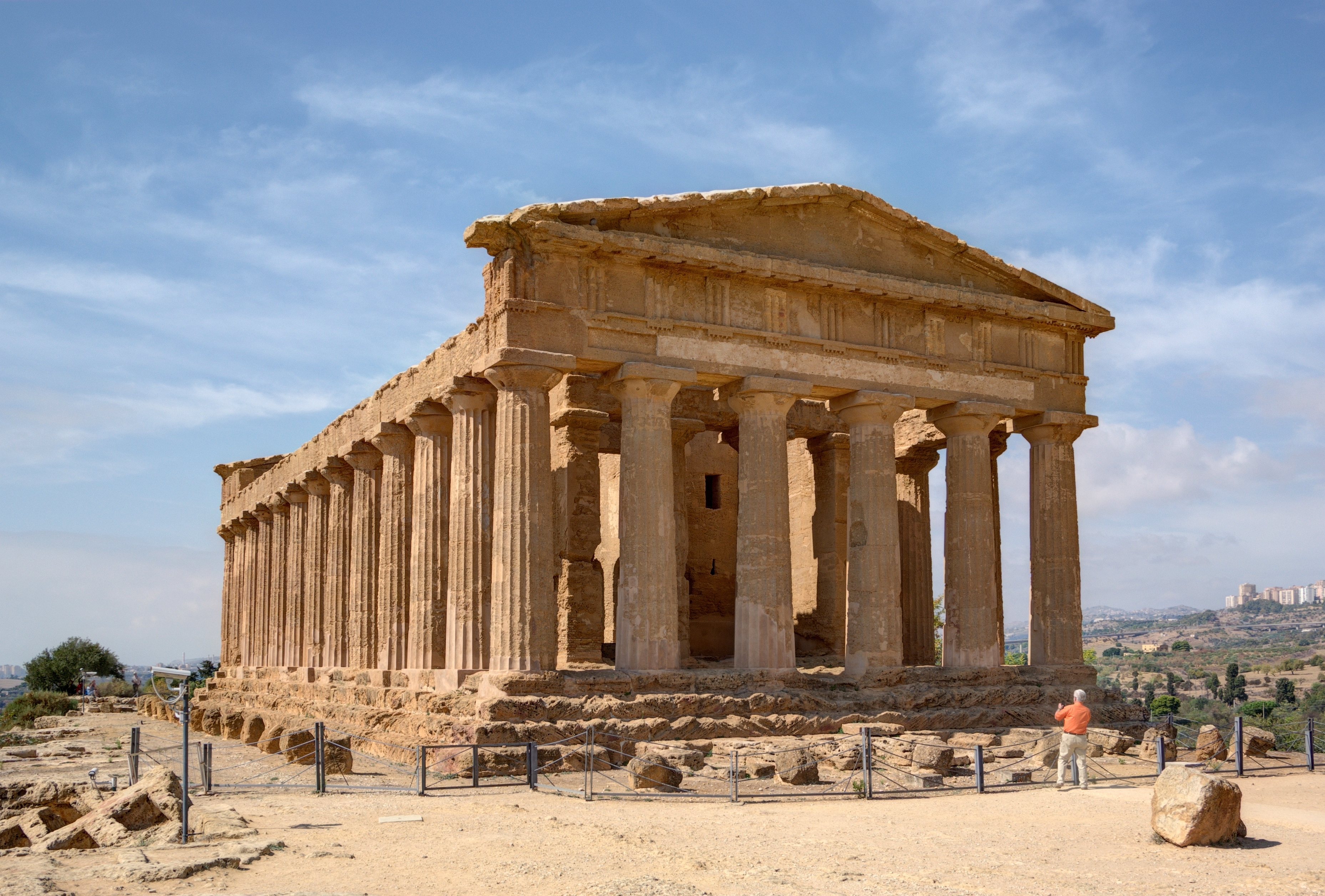
Il ben conservato Tempio della Concordia.

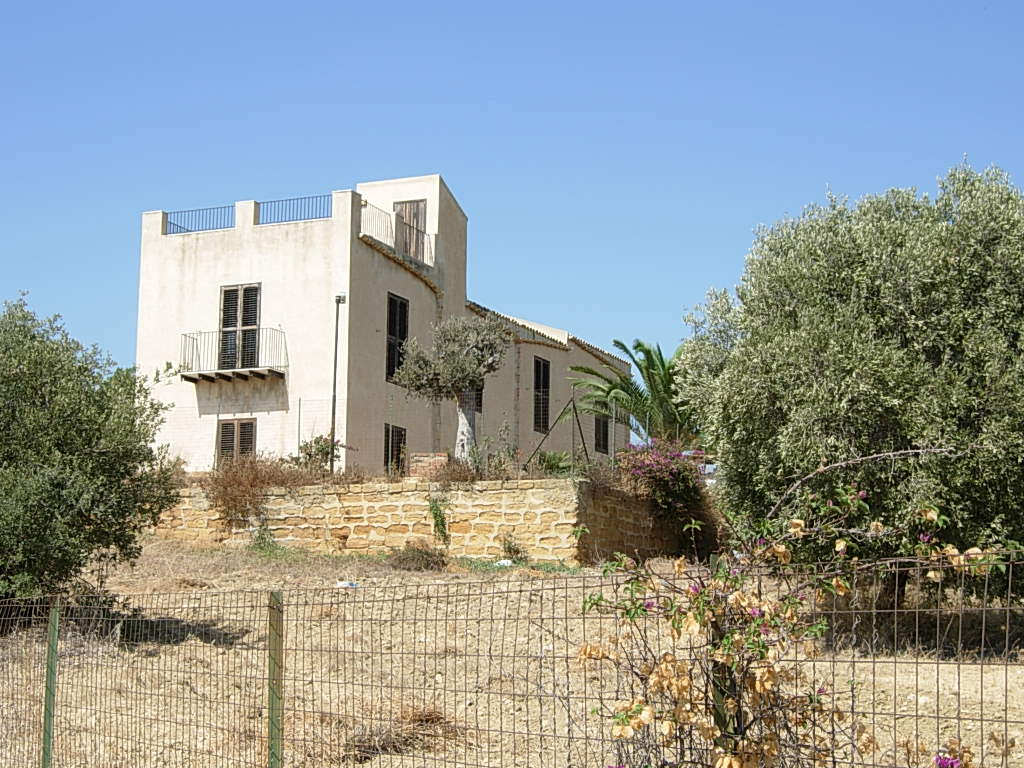
La casa natale di Luigi Pirandello, contrada Kaos.

Oltre ai patrimoni dell'umanità UNESCO, vi sono nel libero consorzio parecchi monumenti e siti culturali di grande rilievo, nominati monumenti nazionali. Si va dai resti archeologici della Magna Grecia, alle case natali di alcuni personaggi illustri, della politica e letteratura italiana. I monumenti nazionali nell'agrigentino sono:
- Agrigento
  - Tempio della Concordia e Tempio di Giunone
  - Quartiere ellenistico-romano
  - Casa natale di Luigi Pirandello (Quartiere Caos)
  - Oratorio di Falaride
- Bivona
  - Castello di Bivona[14]
- Favara
  - Chiesa del Santissimo Rosario
  - Chiesa Madre
  - Castello Chiaramontano
- Naro
  - Duomo Normanno
  - Castello chiaramontano
- Palma di Montechiaro
  - Castello di Marina di Palma
- Ribera
  - Casa natale di Francesco Crispi[15]
  - Castello di Poggiodiana
  - Necropoli di contrada Anguilla
- Santo Stefano Quisquina
  - Eremo di Santa Rosalia alla Quisquina

### Aree archeologiche

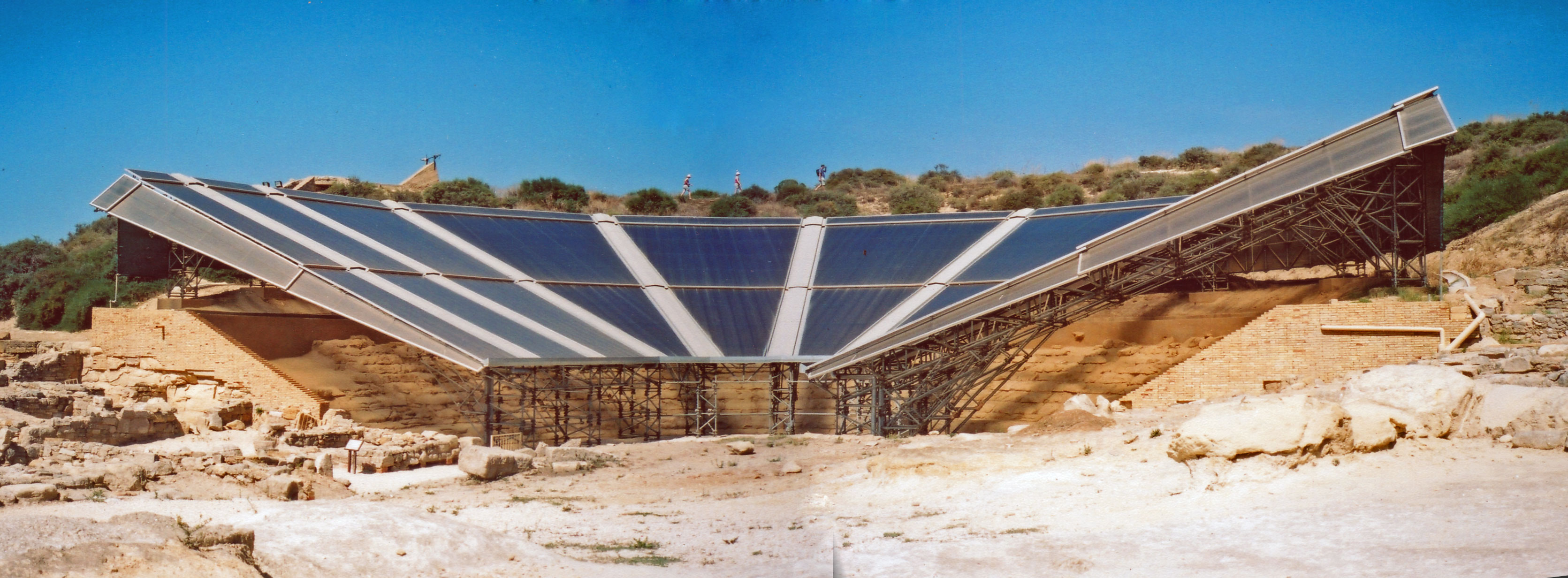
Il teatro greco di Eraclea Minoa.

|                         | Aree archeologiche                       |
| ----------------------- | ---------------------------------------- |
| Agrigento               | Valle dei templi                         |
| Agrigento               | Finziade                                 |
| Licata                  |                                          |
| Alessandria della Rocca | Necropoli sicana in contrada Grotticelli |
| Bivona                  | Necropoli Millaga                        |
| Cattolica Eraclea       | Eraclea Minoa                            |
| Palma di Montechiaro    | Monte Grande                             |
| Realmonte               | Villa romana di Realmonte                |
| Ribera                  | Necropoli di contrada Anguilla           |
| Ravanusa                | Monte Saraceno                           |

### Castelli

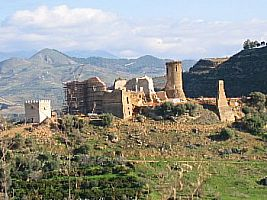
Il Castello di Poggiodiana.

|                         | Castelli                        |
| ----------------------- | ------------------------------- |
| Alessandria della Rocca | Castello della Pietra d'Amico   |
| Bivona                  | Castello di Bivona              |
| Burgio                  | Castello arabo (Castrum Burgii) |
| Camastra                | Castellazzo di Camastra         |
| Cammarata               | Castello di Cammarata           |
| Favara                  | Castello di Favara              |
| Licata                  | Castel Sant'Angelo              |
| Menfi                   | Torre di Porto Palo             |
| Naro                    | Castello Chiaramontano          |
| Palma di Montechiaro    | Castello di Marina di Palma     |
| Palma di Montechiaro    | Torre San Carlo                 |
| Racalmuto               | Castello normanno               |
| Ribera                  | Castello di Poggiodiana         |
| Sciacca                 | Castello Luna                   |
| Sciacca                 | Castello Vecchio                |
| Sciacca                 | Castello Incantato              |

### Aree naturali

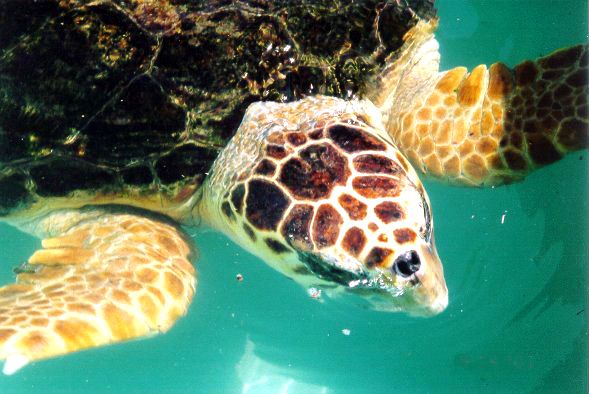
La tartaruga Caretta caretta.

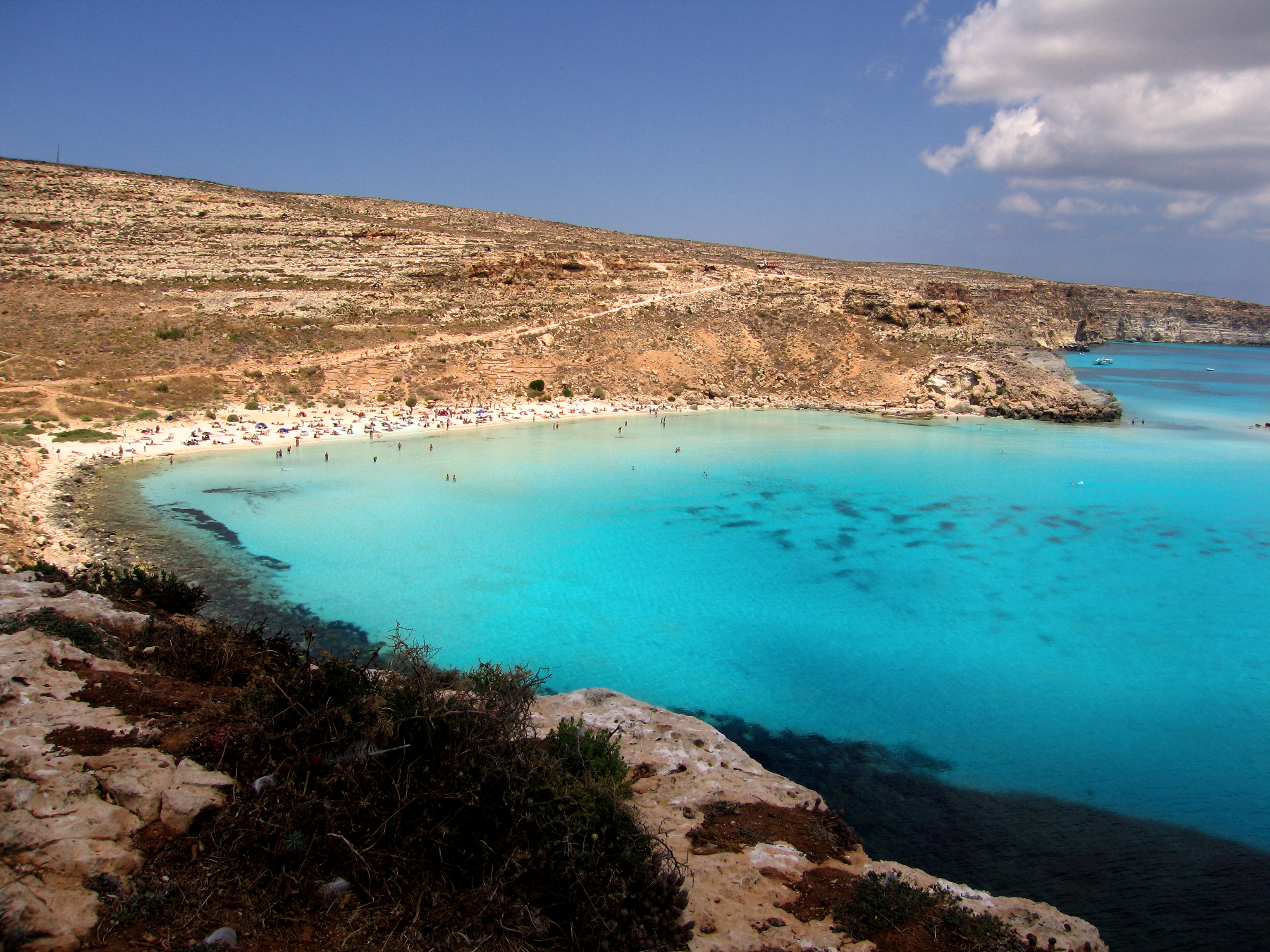
L'Isola dei Conigli a Lampedusa.

Nell'agrigentino si estende gran parte del Parco dei Monti Sicani, quinto parco regionale della Sicilia; vi sono inoltre alcune aree naturali protette, tra cui quella della Montagnola, nella cui grotta si possono ammirare stalattiti e stalagmiti, quella del Monte Cammarata, la cui cima è ammantata da un'interessante vegetazione, e la foce del fiume Belice, che sbocca tra ampie spiagge dorate.
Dal punto di vista naturalistico sono notevoli anche le acque che circondano Lampedusa e Linosa, isole geograficamente africane, che offrono interessanti paesaggi propri del continente nero, come l'interno desertico e le spiagge rocciose che si raggruppano nelle cosiddette cale. L'arcipelago è noto inoltre per la numerosa presenza delle tartarughe Caretta caretta, che apprezzano queste isole per la cova delle loro uova.
Le principali riserve naturali riconosciute del libero consorzio sono:
- Area marina protetta Isole Pelagie, nota per la presenza della Caretta caretta
- Riserva naturale orientata Isola di Lampedusa
- Riserva naturale integrale Macalube di Aragona, caratterizzata da vulcani di fango
- Riserva naturale orientata Foce del fiume Platani, nell'area tra Eraclea Minoa e la spiaggia di Borgo Bonsignore
- Riserva naturale Foce del Fiume Belice e dune limitrofe, prossima ai confini con il trapanese
- Riserva naturale orientata Monti di Palazzo Adriano e Valle del Sosio, che ricade nei territori di Bivona e Burgio nell'agrigentino, e di Chiusa Sclafani e Palazzo Adriano nel palermitano.
- Riserva naturale orientata Monte Genuardo e Santa Maria del Bosco, nei territori di Sambuca di Sicilia, nell'agrigentino, Contessa Entellina e Giuliana, nel palermitano.
- Riserva naturale orientata di Monte Cammarata, nei territori di Cammarata, San Giovanni Gemini e Santo Stefano Quisquina
- Riserva naturale orientata Torre Salsa.

## Società

### Evoluzione demografica

#### Occupazione
Con un reddito pro-capite medio dichiarato di circa 15.000 euro annui, Agrigento risultava nel 2017 la terza provincia o ex provincia più povera in Italia.
Questo numero trova riscontro in una quota del 2,9% di nativi iscritti all'anagrafe degli italiani residenti all'estero (0,074 mln nel 2016, pari a sua volta a circa il 10% della popolazione residente, facendo di Agrigento uno dei 25 comuni italiani col maggior tasso di emigrazione, ed in particolare il primo nella regione siciliana. Nel 2019, la percentuale di NEET fra gli under 30 rimane intorno al 40%, rispetto ad una media nazionale del 26%.

### Religione

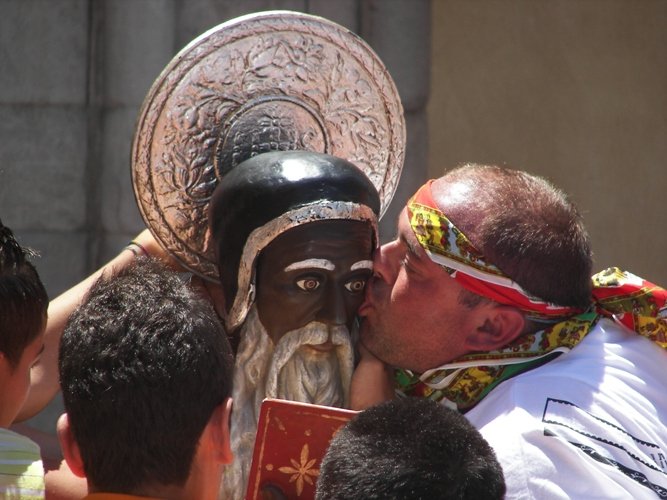
Festa di San Calogero, Agrigento.

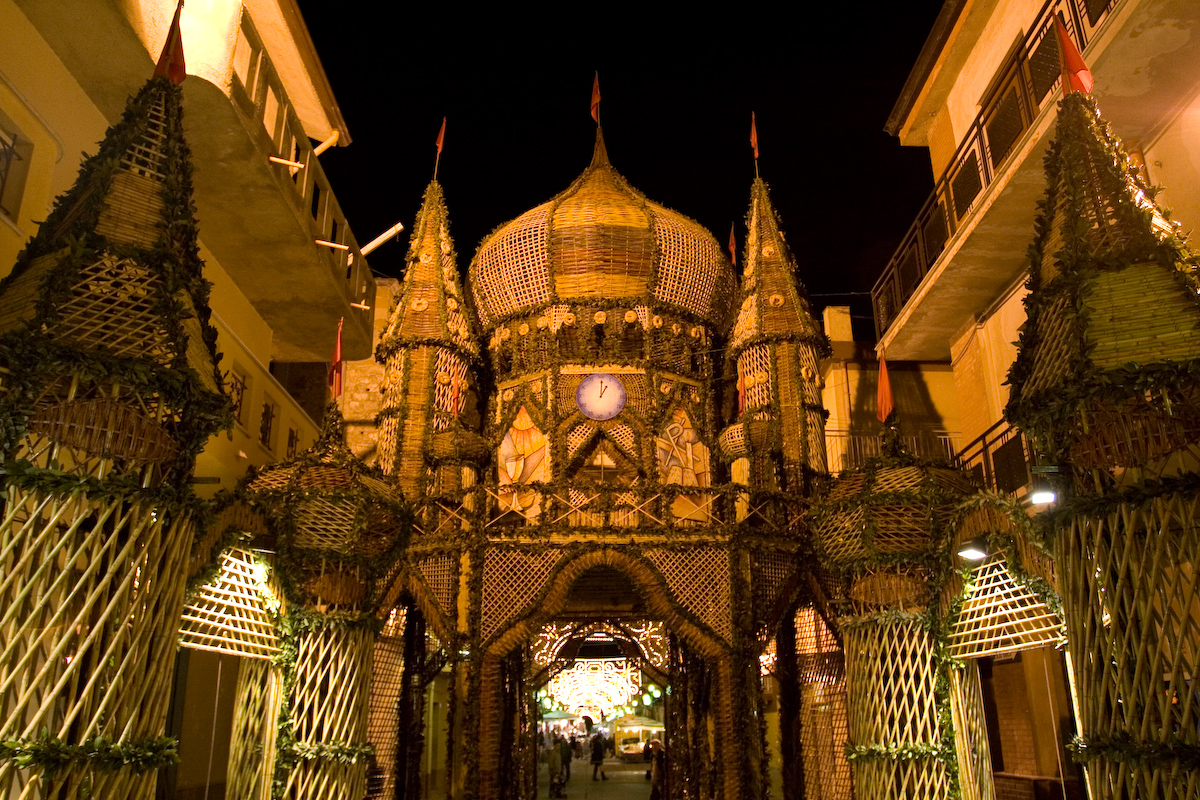
Gli archi di Pasqua a San Biagio Platani.

Le tradizioni delle celebrazioni cristiane sono molto sentite, in particolar modo nei paesi.
L'agrigentino conta parecchie feste in onore di Santi e di Gesù, vissute tutte con grande partecipazione e fede. Ciò attira anche il turismo, che viene colpito da questo antico folklore di Sicilia. Tra le feste più note si ricordano:
- Festa di Calogero di Sicilia, si svolge nel cuore della città di Agrigento dal 6 al 13 luglio. Durante la processione è tradizione offrire del pane al santo, lanciandolo nella direzione del simulacro.
- Altra festa legata al culto verso San Calogero è quella che si svolge a Naro tra il 15 e il 25 giugno e che vede il suo culmine il 18, giorno in cui la tradizione della chiesa pone la morte del Santo, con la processione del "tiro delle corde" durante la quale il simulacro del Patrono della città viene posto sopra una grande slitta in legno e trascinato dai fedeli grazie a una lunga fune dal Santuario di San Calogero fino alla chiesa Madre. Durante il periodo dei festeggiamenti vengono organizzate diverse serate di intrattenimento mentre la notte tra il 17 e il 18 giugno viene effettuato uno spettacolo pirotecnico.
- Sant'Angelo martire, patrono della città di Licata; viene festeggiato il giorno della ricorrenza della sua morte avvenuta il 5 maggio 1225; la festa è molto movimentata soprattutto dalla lunga fiera che si apre un paio di giorni prima e si conclude il 6 maggio. L'urna argentea seicentesca viene portata in spalla da marinai scalzi e accompagnata da quattro ceri lignei portati da altre categorie di lavoratori.
- La Festa di Santa Rosalia in Bivona, che si svolge dal 1624 con la processione del fercolo della santa per le vie del paese. Nei festeggiamenti è usuale la grande sfilata di bande musicali per i vicoli di Bivona e vengono conclusi con spettacoli pirotecnici.
- La Festa di Santa Rosalia a Santo Stefano Quisquina si celebra la prima domenica di giugno. Dal sabato al mercoledì vi sono riti religiosi, mostre e spettacoli musicali. Il martedì avviene lo storico pellegrinaggio quando il busto con le reliquie di Santa Rosalia viene portato all'Eremo della Quisquina, preceduto da una suggestiva cavalcata.
- La festa di Gesù Nazareno[19] che si svolge nel comune di San Giovanni Gemini, in cui si festeggia il ritrovamento di una statua del Cristo nelle campagne circostanti il paese. In onore del Cristo protettore del paese, viene allestito un carro trionfale alto ben 22 m. Vi sono inoltre spettacoli di "masculiata" o "maschiata", dei mortaretti di polvere da sparo che producono assordanti boati.
- La festa di San Giuseppe a Favara: si esibiscono bande musicali e si portano in processione statue del santo per i vicoli del suggestivo paese. È una festa dalle origini contadine, caratterizzata da numerose offerte di grano fatte al Santo dai fedeli. Durante la festa nei vari quartieri della città viene preparata la classica "minestrata", fatta con svariati tipi di pasta e verdure. La festa si conclude dopo 3 giorni con spettacoli pirotecnici.
- La festa di San Giuseppe di Sant'Anna di Caltabellotta: anticamente gli abitanti del paese il giorno 19 di marzo erano dediti alla preparazione degli "altari di San Giuseppe". Gli altari venivano allestiti da famiglie che avevano ricevuto la grazia da parte del santo, pertanto preparavano come sacrificio diverse pietanze, tra cui pane artistico, fritture e dolci, da offrire ai "santi", generalmente ragazzi bisognosi che venivano invitati a pranzo. Oggi la tradizione viene mantenuta con grande fervore e amore. È un'occasione di festa e di convivialità per il paese che ha una grande devozione per San Giuseppe.
- La festa di San Giuseppe di Ribera: gli abitanti del paese nel mese di marzo raccolgono offerte in cibo da destinare alla chiesa durante i giorni che precedono quelli dei festeggiamenti. Nel giorno in cui si esce la processione viene costruito un carro con in cima l'immagine sacra del santo circondata da pane e corone di alloro.
- La Pasqua di San Biagio Platani: lungo il corso principale del paese, reso allegro e colorato dagli addobbi e dai tanti archi si faranno incontrare le statue della Vergine Maria, e di Gesù.
- La Pasqua ad Aragona: è caratterizzata dal suggestivo "Incontro dei Giganti" ovvero della Madonna e del Cristo Risorto e della gigantesche statue dei Santi Apostoli Pietro e Paolo. Legata alla Pasqua Aragonese è la tipica pietanza "Taganu d'Aragona" che si prepara per il sabato Santo.
- La Festa di Santa Croce[20] o Sagra del tataratà, una grande festa che si svolge la quarta domenica di maggio a Casteltermini, in onore di una grande croce ritrovata nel XVII secolo, ma risalente, secondo alcune ricerche al I secolo[senza fonte].
- La Festa di Maria Santissima dell'Udienza a Sambuca di Sicilia, che si celebra ogni terza domenica di maggio, dal 1575. Durante tutta la notte di domenica ha luogo la processione del simulacro portato a spalla dai componenti della Confraternita, vestiti con particolari abiti ricamati in seta e oro. La festa è arricchita da numerosi tipi di festeggiamenti, quali il Palio, le sfilate, i concerti di bande musicali e le famose luminarie notturne di stile Veneziano.
- Festa del SS. Crocifisso di Rifesi a Burgio: la seconda domenica di agosto il simulacro, una delle immagini più antiche di Cristo, viene portato in processione al santuario che dista 8 km dal paese. La seconda domenica di ottobre ritorna in paese tra il tripudio dei devoti e della cittadinanza. Da tempo immemorabile si rinnova così un atto di fede e di promesse al Salvatore.
- Festa di Sant'Antonio da Padova a Ribera, con la celebrazione della Tredicina in suo onore. Oltre a momenti di spiritualità e carità, che culminano nella Solenne Processione del Simulacro e delle Reliquie del Santo il 13 giugno, la città gioisce per il Patrono del quartiere più antico con la Festa della Famiglia in piazza Sant'Antonino e la distribuzione del Pani cu l'Ogliu (pane condito con olio, sale e spezie) in corso Crispi.
- Festa della Madonna dell'aiuto regina di campobello di Licata, viene festeggiata l'ultima domenica di agosto. Il simulacro viene portato in processione tramite un carretto siciliano trainato da un cavallo per le vie del paese. Il giorno seguente avviene la Rietina la più grande sfilata di carretti siciliani trainati da cavalli, che arrivano da tutta la Sicilia, il tutto accompagnato da gruppi folkloristici. Durante la rietina avviene l'asta della "Bannera" (Stendardo raffigurante la Madonna dell'aiuto) all'offerta più alta viene dato lo stendardo, e il ricavato va al santuario dedicato alla Madonna.

### Qualità della vita
| Anno | Qualità della vita (Sole 24 Ore) | Qualità della vita (Italia Oggi) | Rapporto Ecosistema Urbano (Legambiente) |
| ---- | -------------------------------- | -------------------------------- | ---------------------------------------- |
| 2007 | 103º (- 8)                       | 98º (=)                          | 94º (+ 1)                                |
| 2008 | 101º (+ 2)                       | 103º (- 5)                       | 97º (- 3)                                |
| 2009 | 107º (-6)                        |                                  |                                          |
| 2010 | 98º (+ 9)                        |                                  |                                          |
| 2011 | 101º (- 3)                       |                                  |                                          |
| 2012 | 95º (+ 6)                        |                                  |                                          |
| 2013 | 96º (- 1)                        |                                  |                                          |

Secondo il XX Rapporto Ecosistema Urbano redatto da Legambiente nel 2013 Agrigento risulta essere al 44º posto su 45 città (con popolazione inferiore a 80.000 ab.). A determinare tale risultato negativo tra le altre voci contribuisce l'assenza di Pianificazione e Partecipazione ambientale (45°, unica città con valore 0).

### Gli sbarchi a Lampedusa
La porta d'Europa: è questa la definizione del piccolo lembo di terra più a sud d'Europa: Lampedusa. L'isola, facente parte del libero consorzio comunale di Agrigento, è facilmente raggiungibile dall'Africa per la vicinanza, (infatti è più vicina all'Africa e ne fa parte geograficamente). A partire dal 1990 circa, numerose persone provenienti dall'Africa Mediterranea, maggiormente da Tunisia, Algeria, e Marocco e dalla nazione dove hanno inizio le traversate cioè la Libia, hanno attraversato il mare per raggiungere l'isola italiana.
Infatti, l'avanzare della desertificazione, e altri motivi, in gran parte socio-economici e politici, hanno interessato l'impoverimento di queste aree, provocandone una successiva migrazione della popolazione in cerca di sviluppo economico.
Il fenomeno è andato avanti, e continua a espandersi sempre più, dilagando, come nel gennaio 2009, in rivolte da parte dei clandestini, ma anche dei Lampedusani stessi, che non vogliono che la loro isola venga trasformata in un enorme centro di raccolta per clandestini. Oggi l'isola si ritrova essere la più trafficata delle Rotte dei migranti africani nel Mediterraneo, insieme con la città spagnola di Ceuta, territorio circondato dal Marocco, e dunque obbligato a respingere sempre più gente che vuole varcare la frontiera.

## Cultura

### Istruzione

#### Università
La sede distaccata dell'Università di Palermo, il polo territoriale universitario di Agrigento,, possiede più sedi nel centro della città di Agrigento, tra cui una delle principali nell'Azienda Ospedaliera San Giovanni di Dio, principale struttura sanitaria dell'area.
Un'altra sede decentrata dell'ateneo palermitano presente nel territorio di Agrigento è quella di Bivona, attivata all'inizio degli anni novanta.

#### Musei

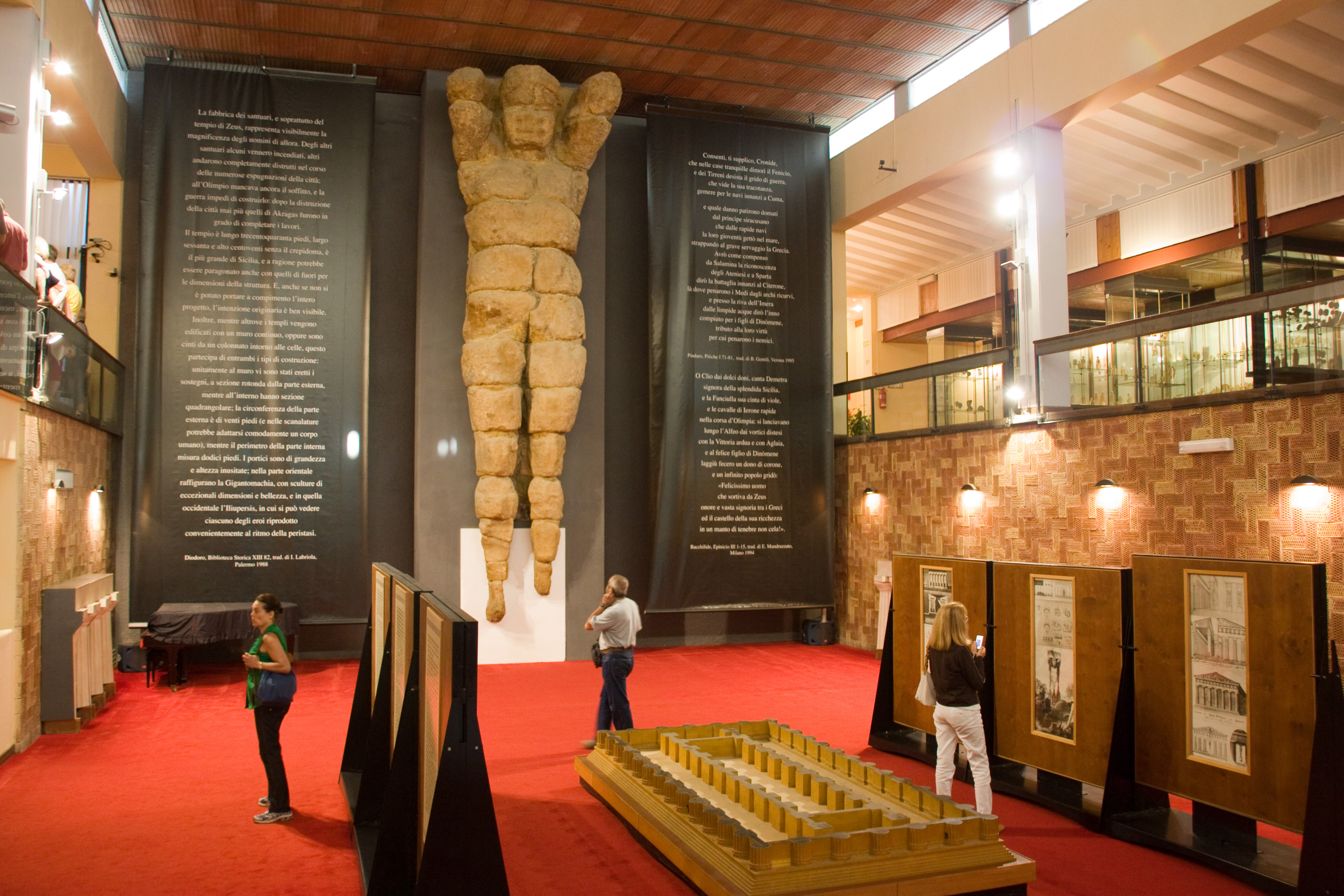
Il telamone di Agrigento.

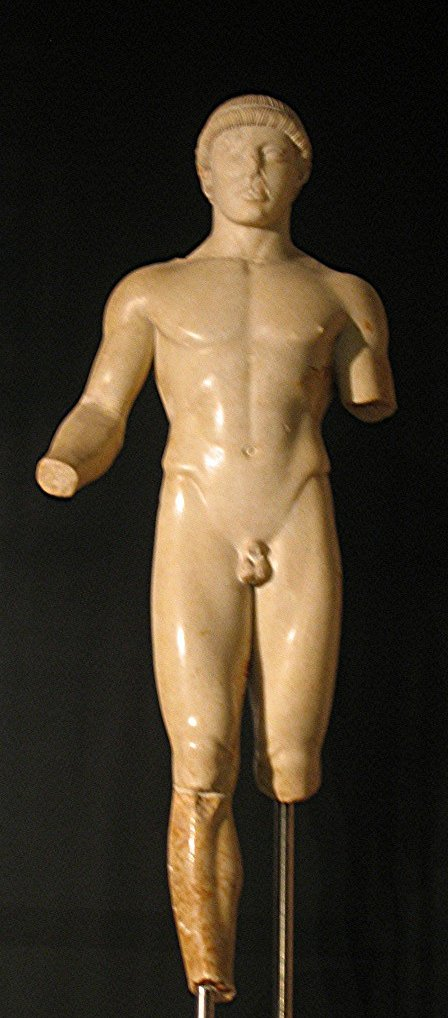
L'Efebo, museo archeologico.

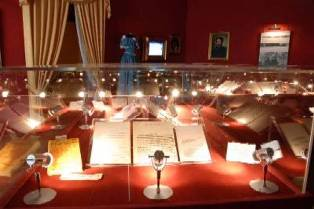
Interno del Museo del Gattopardo.

Il Museo archeologico regionale di Agrigento raccoglie le collezioni statali, civiche e diocesane di materiali archeologici e costituisce un insieme organico e di particolare importanza per la comprensione della storia della città di Agrigento e del suo territorio; è uno dei principali e più completi musei regionali, ed è tutto interamente dedicato alla Magna Grecia; è situato nel cuore della Valle dei Templi.
Il museo è suddiviso in 20 sale, ogni sala corrisponde a oggetti di quotidiano uso del popolo greco. Tra le più suggestive vi è la sala IX, interamente dedicata alle migliaia di monete greche ritrovate con gli scavi della valle e di tutto l'agrigentino. Attraverso le stanze, è possibile rivivere la vita contadina, i culti religiosi, la vita privata del popolo greco. La sala X ospita invece un pezzo simbolo dei rinvenimenti archeologici, l'Efebo di Agrigento, scultura in stile severo. Sono inoltre visibili tantissimi vasi tra cui il cratere di Gela.
|                            | Musei                                                            |
| -------------------------- | ---------------------------------------------------------------- |
| Agrigento                  | Museo archeologico regionale di Agrigento                        |
| Agrigento                  | Museo Diocesano                                                  |
| Agrigento                  | Museo Civico di Agrigento                                        |
| Agrigento                  | Museo Civico di Santo Spirito                                    |
| Agrigento                  | Antiquarium Iconografico della collina dei Templi Casa Barbadoro |
| Bivona                     | Casa museo Carmelo Cammarata                                     |
| Burgio                     | Museo delle mummie                                               |
| Burgio                     | Museo della ceramica Muceb                                       |
| Casteltermini              | Antiquarium comunale Di Pisa e Guardì                            |
| Cattolica Eraclea          | Antiquarium di Eraclea Minoa                                     |
| Cianciana                  | Museo civico                                                     |
| Licata                     | Museo archeologico della Badia                                   |
| Naro                       | Museo Civico di Naro                                             |
| Ribera                     | Museo Etnoantropologico di Ribera                                |
| Sambuca di Sicilia         | Museo Etno-Antropologico della Terra di Zabut                    |
| Santa Margherita di Belice | Museo del Gattopardo                                             |
| Santa Margherita di Belice | Museo della Memoria                                              |
| Sciacca                    | Antiquarium di Monte Kronio - Stufe di S. Calogero               |
| Sciacca                    | Casa-Museo "F. Scaglione"                                        |
| Sciacca                    | Museo del carnevale di Sciacca                                   |
| Ravanusa                   | Museo Archeologico S. Lauricella                                 |

### Media

#### Stampa
L'informazione del libero consorzio è legata ai numerosi telegiornali messi in onda dalle emittenti locali, tra le quali il video giornale di TeleAcras e TVA.
Il Giornale di Sicilia e La Sicilia hanno un'edizione dedicata al libero consorzio di Agrigento e da 57 anni è presente il periodico L'Amico del Popolo, settimanale cattolico agrigentino, aderente alla Federazione Italiana Stampa Cattolica.

#### Radio
| Radio locali |
| --- |
| - Radio Torre Ribera FM 101.3 (con sede a Ribera) - Radio Santo Stefano FM 94.6 (con sede a Santo Stefano Quisquina) - Radio In FM 97.5 e 88.3 (con sede a Favara) - Radio Favara 101 FM 88.9 e 101 (con sede a Favara) - Radio Fly Network FM 104.0 (con sede a Licata) - Radio Azzurra FM 106.0 (con sede a Ravanusa) - Radio Studio 5 FM 104.7 (con sede a Sciacca) - Radio Sicilia Express FM 97.8 (con sede a Palma di Montechiaro) - Radio Sirio FM 98.0 (con sede a Canicattì) - Radio Vela Agrigento FM95.6, Sciacca e Cammarata FM95.3, Canicattì FM107, Licata FM105.5 (con sede ad Agrigento) |

#### Televisione
| TV locali |
| --- |
| - Tele Acras (con sede ad Agrigento) - TRS98 (Tele Radio Studio 98) - Sicilia TV (con sede a Favara) - RMK Tele Monte Kronio (con sede a Sciacca) - TRS Tele Radio Sciacca (con sede a Sciacca) - Tele Video Agrigento (con sede ad Agrigento) - Agrigento TV (con sede ad Agrigento) - Lanterna TV (con sede a Licata) - TV Alfa Licata (con sede a Licata) - Licata Nuova TV (con sede a Licata) - TV Europa (con sede a Canicattì) - TRC Tele Radio Canicattì (con sede a Canicattì) - Tele TUA (con sede a Naro) |

### Cucina

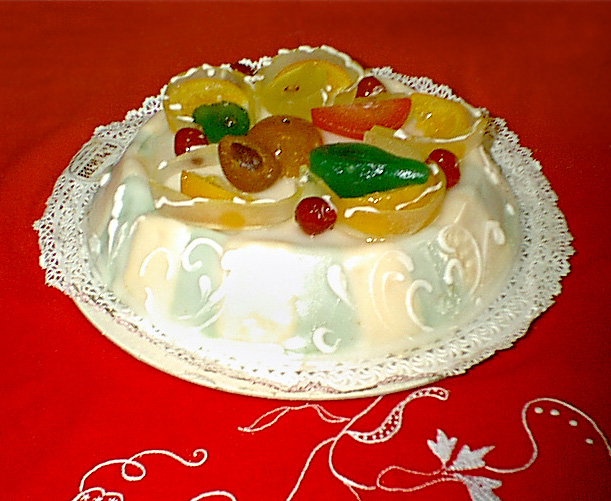
La cassata di Sicilia, uno dei prodotti gastronomici più famosi.

I piatti della cucina del libero consorzio di Agrigento si basano sui prodotti che l'ambiente del Mediterraneo offre.
I dolci vengono prodotti in particolare durante le feste di paese. La mandorla, principale prodotto simbolo del territorio, viene spesso usata in molti dolci per il suo delicato e intenso profumo, come ad esempio per i dolcetti Cucchiteddi, preparati in Sciacca, dove alla mandorla viene unito l'aroma dei limoni di Sicilia. Altro dolce caratteristico, molto noto anche fuori dai confini consorziali grazie a una sagra organizzata durante la Settimana Santa, è l'agnello pasquale di Favara, preparato secondo tradizione con pasta di mandorle e ripieno di pistacchio e infine ricoperto da una glassa di zucchero. Altro dolce tipico di Favara è la Pasta Elena, dolce con pandispagna, crema di ricotta e mandorle tostate, inventata dai maestri pasticceri Francesco Butticè e Vincenzo Albergamo, in onore della Regina d'Italia in visita nell'Agrigentino.
La cassata, che si presenta con varianti da comune a comune, e infine gli immancabili cannoli siciliani sono altri classici dessert.
La cucina agrigentina d'altra parte, è rappresentata anche dall'ottimo pesce. Le alose in camicia ad esempio, sono un ottimo piatto nutriente e delicato, in cui il pesce viene avvolto in pasta sfoglia e tostato al forno, o ancora la pasta con sarde e piselli - l'agrigentino è l'unico territorio che in questo tipico piatto di Sicilia aggiunge anche i piselli. In generale la più totale sicilianità del consorzio è rappresentata dalla caponata.
Tra i piatti detti "della povertà", cucinati dai contadini durante i periodi di carestia o di guerra, vi è l'u pani frittu cioè il pane fritto, creato anche nella variante in cui viene fritto con l'uovo. Una ricetta "umile", che "si accontentava" delle interiora degli animali nell'agrigentino è stata trasformata in un gustoso piatto: i budelli grassi di vittello e maiale. Nel capoluogo una ricetta tipica è la pasta con fave e ricotta.
Altri piatti tipici sono "lu mpurnatu e la mpanata" tipici della cittadina di campobello di Licata dove alla fine del mese di aprile avviene una sagra dedicata a queste due pietanze. Il primo l'infornato è un timballo di ziti fatto con ragù, carne di maiale, cavolfiori, uova, pecorino ed altre essenze spesso segrete, tramandate da generazione in generazione.
Il secondo l'impanata è un rotolo di sottile pasta,come quella del pane, che con un po' di olio d'oliva, prima avvolgerla su se stessa, farcendola a strati con spinaci, cavolfiori e cipolla passati in padella e olive nere, per poi cuocerle nel forno a legna.

## Economia
Con un PIL pro capite nominale pari a 13.024,52 € nel 2012 è risultata essere una delle province più povere d'Italia. L'economia è prevalentemente basata sull'agricoltura e sul turismo. Dalla viticoltura si ottengono produzioni raffinate di vino, tra cui l'Inzolia e il Marsala, e di spumante, tutte produzioni peculiari e trainanti per un'economia piuttosto depressa. È inoltre discreto il traffico portuale, che si basa su Porto Empedocle, che fu un tempo fiorente scalo per lo smercio dello zolfo della miniera di Pasquasia, a Enna, e dei giacimenti minori. Oggi la siccità e l'iniquità della rete idrica rende frequenti le crisi idriche.

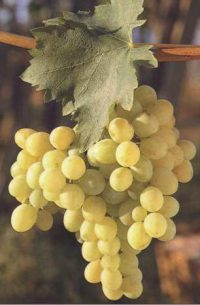
Uva da tavola di Canicattì.

### Agricoltura

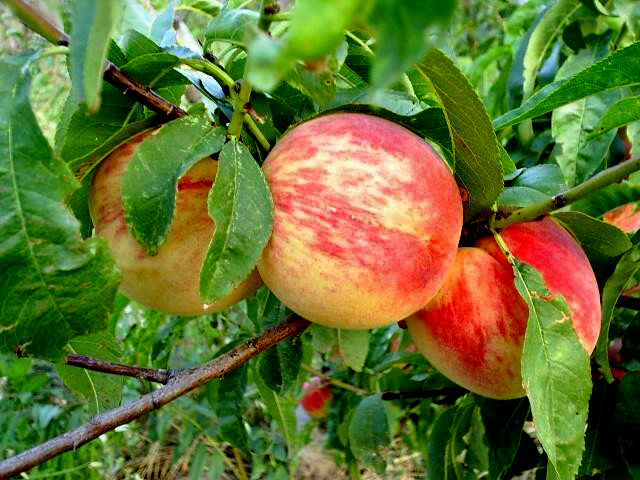
La pesca bianca di Bivona.

Anche se non bene agevolata economicamente, l'agricoltura, e le coltivazioni nell'agrigentino restano sempre tra le più vive della Sicilia. Tra i prodotti qui coltivati sotto protezione dai Presidii ed Arca del Gusto di Slow Food ci sono le mandorle di Agrigento da cui nasce la tradizione contadina della sagra del mandorlo in fiore, la pesca bianca di Bivona.
Sono inoltre presenti le arance di Ribera della qualità Washington Navel, oggi conosciute con il nuovo marchio Riberella D.O.P..
L'agricoltura dell'agrigentino soffre parecchio nelle stagioni estive e più calde, poiché è tra le terre più a rischio idrico, e le risorse d'acqua sono poco sufficienti per un'omogenea irrigazione dei campi. La siccità dunque è la principale nemica dell'agricoltura agrigentina.

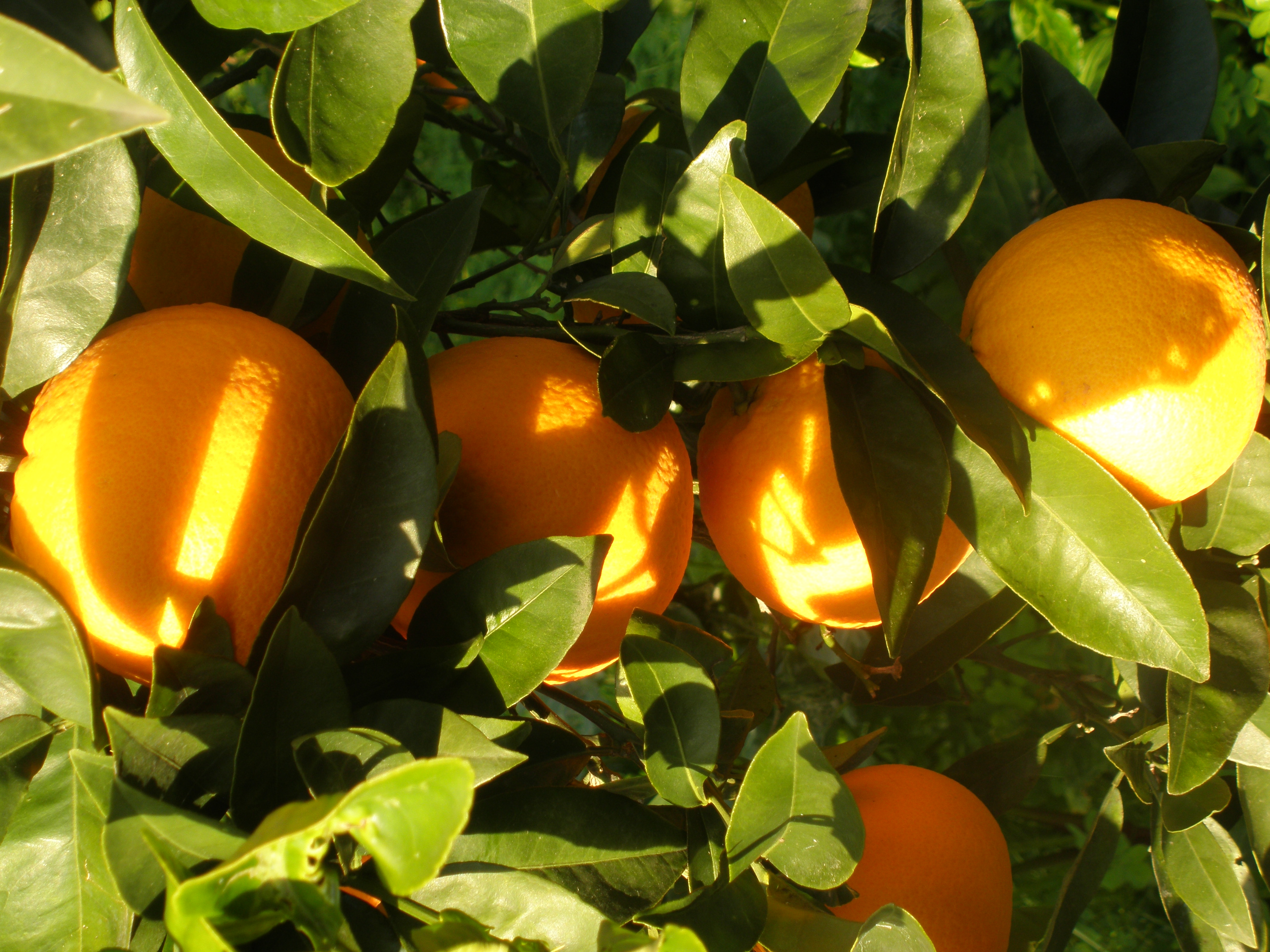
Arancia di Ribera D.O.P.

L'agrigentino dimostra essere, uno dei territori più interessanti dal punto di vista vitivinicolo. E la conferma arriva anche dal numero di "etichette" che conquistano leCinque Stelle: circa 4. Certo, l'agrigentino è anche il territorio di alcuni marchi celebri come Planeta, che vi ha due grandi cantine, la più famosa presso Menfi. Insomma un territorio con mille volti enologici: dai rossi ai bianchi e rosati, agli spumanti questi ultimi ben noti per il particolare gusto. Tante sono le etichette DOC ma nessuna molto celebre ancora a livello nazionale. Altre cantine di rilevanza sono situate presso Campobello di Licata. Una grande uva bianca che dal 1997 giova all'economia consortile è un'uva da tavola coltivata nel comune di Canicattì, la famosa Uva da tavola di Canicattì.
Un altro vanto sono le produzioni di primizie e prodotti in coltivati in serra nella piana di Licata. La ricchezza prodotta nel territorio licatese rappresenta una fonte di guadagno per migliaia di agricoltori e per i mercati della zona che velocizzano i prodotti di questa terra verso i grandi supermercati del nord.
Sono presenti impianti industriali per la lavorazione dei prodotti agricoli destinati al mercato nazionale.

### Artigianato
Una lavorazione artigianale che si è magnificamente sviluppata nella città di Sciacca è quella della produzione di ceramica. Dopo la famosa Caltagirone, Sciacca è la seconda per la bellezza delle sue ceramiche presenti anche sulle facciate dei monumenti cittadini. La città è entrata a far parte della categoria dei centri di produzione di ceramiche più importanti d'Italia. Piatti, vasi, anfore, statue, piastrelle e oggetti artistici vari fanno bella mostra nei numerosi negozi del centro storico. I forni antichi, recentemente scoperti, fanno pensare che l'arte della ceramica a Sciacca abbia avuto inizio dal Trecento, se non prima. Tale attività fu continuata e ampliata nei secoli successivi. Le sue numerose fornaci sono anche la testimonianza che la sua ceramica dominava i mercati della Sicilia occidentale e veniva esportata altrove. Nel XVI secolo come già in precedenza si è detto per ordine dei nobili locali, parecchie mattonelle, e tessere colorate furono destinate ad abbellire tanti monumenti. Quasi sempre la produzione allestite in mostre sfocia in attrazioni turistiche molto apprezzate da tutta Europa.

### Industria
L'energia si sta sviluppando specie nel settore delle "fonti pulite": grazie soprattutto al clima soleggiato del territorio agrigentino e ai venti delle sue colline, sulle colline dell'entroterra sono stati negli ultimi anni installati parecchi aerogeneratori, e molti impianti fotovoltaici. Tuttavia la produzione d'energia non fa ancora parte di una principale fonte di guadagno; lo sarà in futuro secondo i progetti.

### Turismo
Senza alcun dubbio turismo e archeologia nel libero consorzio di Agrigento si fondono in una sola cosa, infatti principali attrazioni turistiche della zona sono quasi tutte resti e testimonianze dell'età della Magna Grecia e sono tra le maggiori in Italia.
La più rinomata è la Valle dei templi, un sito archeologico risalente al periodo della Magna Grecia, ubicato nei pressi di Agrigento; nel 1997 è stata inserita nella lista dei luoghi patrimonio mondiale dell'umanità, redatta dall'UNESCO. È considerata un'ambita meta turistica, oltre alla più importante fonte di turismo per l'intera città di Agrigento e una delle principali di tutta la Sicilia. Rappresenta anche uno dei principali monumenti nazionali. Il principale tempio è quello della Concordia, paragonabile per splendore a quelli oggi presenti in Grecia. Costruito come quello di Giunone su di un massiccio basamento destinato a superare i dislivelli del terreno roccioso, per lo stato di conservazione è considerato uno degli edifici sacri d'epoca classica più notevoli del mondo greco (440 a.C.-430 a.C.). Al centro della Valle dei Templi, nella zona a ovest della chiesa di San Nicola (oggi Museo Nazionale), si ergono i resti dell'ekklesiastérion e del cosiddetto Oratorio di Falaride. I lavori per la costruzione del museo hanno messo in luce un interessantissimo complesso di carattere pubblico. Nella parte nord, non più visibile perché barbaramente sepolto dall'edificio del museo, era un santuario di Demetra e Kore del VI-V secolo a.C., da collegare con ogni probabilità, come presidio sacro, con le attività pubbliche svolte immediatamente in basso a sud: dal santuario provengono i consueti ex voto fittili e ceramici.

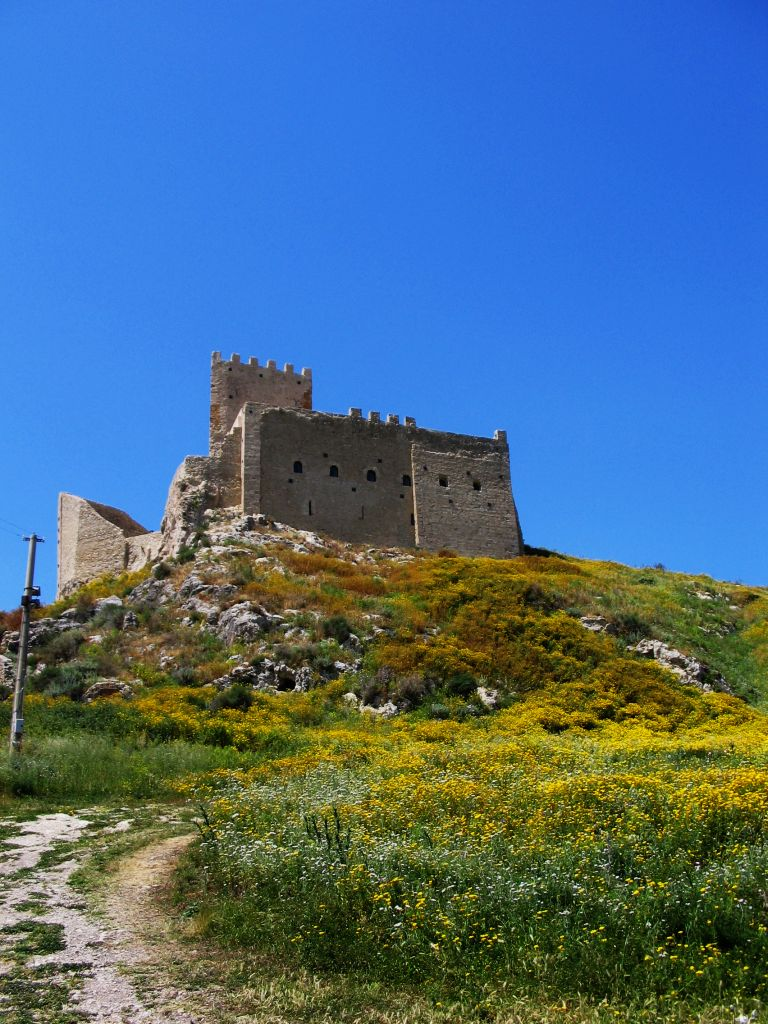
L'imponente castello su un costone di roccia a Marina di Palma.

La Valle dei Templi non è l'unica attrazione storico-turistica. Anche i centri storici di molti paesi, come quello di Licata con suoi antichi palazzi, le sue ville Liberty, le sue chiese, e i suoi caratteristici borghi come la "marina" antico polo commerciale, e poi il centro storico di Canicattì con le sue chiese e i palazzi nobiliari, le cattedrali delle città della provincia come il duomo di Sciacca, o il centro storico a pianta seicentescha di Campobello di Licata arricchito dai palazzi seicenteschi e settecenteschi, le chiese, le piazze pavimentate dall'artista Silvio benedetto sono rilevantissimi centri culturali per tutto l'agrigentino.
Altra fonte di turismo sono i castelli: in epoca medievale furono costruiti nell'entroterra molte fortezze, mura, castelli e palazzi fortificati. La maggior parte di essi, essendo appartenenti all'Alto Medioevo e dunque tra il 900 e il 1000 a.C., è ormai quasi distrutta, o ne sono totalmente scomparse le tracce rimanendo solamente documenti e/o testi che parlano di queste antiche fortezze.
I castelli attualmente visitabili oggi sono comunque parecchi, alcuni levigati dal tempo, altri ancora ben tenuti e imponenti. Tra questi spicca per importanza il castello di Palma di Montechiaro (castello chiaramontano), che realizzato nel 1353 fu, per la sua posizione strategica, di grande importanza nella storia della lotta contro i pirati provenienti dal Mediterraneo. Il castello di Bivona, fortezza anch'essa eretta intorno al 1300, è stato dichiarato monumento nazionale. Il castello di Favara costruito intorno al 1270 restaurato di recente, viene utilizzato come sede di rappresentanza del comune e scenario di mostre e convegni anche a carattere nazionale. Il Castel Sant'Angelo di Licata, che durante la seconda guerra mondiale, nel 1943, fu bombardato dalle truppe alleate, è stato successivamente restaurato ed è oggi adibito a museo.
Tra le località legate al turismo balneare, vi è Eraclea Minoa, con le coste sabbiose bianche perla e le sue pinete a ridosso del mare e altre nel licatese, dalla spiaggia di Rocca San Nicola (l'antica Inico, reggia di Cocalo) alla Baia di Mollarella, ai faraglioni situati sotto il monte Sant'Angelo, fino alle sabbiose spiagge della riviera di levante di Licata, fino ai confini con il castello di Falconara. L'isola di Lampedusa è un'altra nota meta turistica.

## Infrastrutture e trasporti

### Strade
Il territorio agrigentino non è toccato da alcuna autostrada, possedendo solamente alcune strade a scorrimento veloce. È però in corso di realizzazione l'adeguamento della SS 640 in moderna superstrada da Agrigento fino all'immissione sulla A19, passando per Caltanissetta. Complessivamente esistono cinque strade statali maggiori che attraversano il territorio del libero consorzio: oltre alla già citata SS 640, vi sono la SS 118, la SS 115 (e le sue diramazioni), la SS 189 e la SS 624. Di particolare rilievo è l'itinerario per Palermo - il quale si snoda tra la SS 189 e la SS 121 - che risulta un'arteria parecchio trafficata e insufficiente per le esigenze dell'area e per la quale sono previsti dei lavori di ampliamento.
Di fatto il migliore collegamento dell'ex provincia agrigentina con il capoluogo regionale è la SS 624, che partendo da Sciacca e, attraversando un isolato entroterra, arriva sulla circonvallazione di Palermo (Viale della Regione Siciliana). Si giunge a Palermo con una moderata velocità in circa due ore. Gran parte del percorso si trova su alti e lunghi viadotti, immerso tra le colline.
Molto battuta è anche la fondamentale SS 115 che corre lungo tutta la costa meridionale dell'isola, da Trapani fino a Siracusa, congiungendo la maggior parte delle località costiere agrigentine.
Altre statali sono le nn. 123, 190, 386, 410, 557, 576, cui si aggiungono le strade consortili.

### Ferrovie

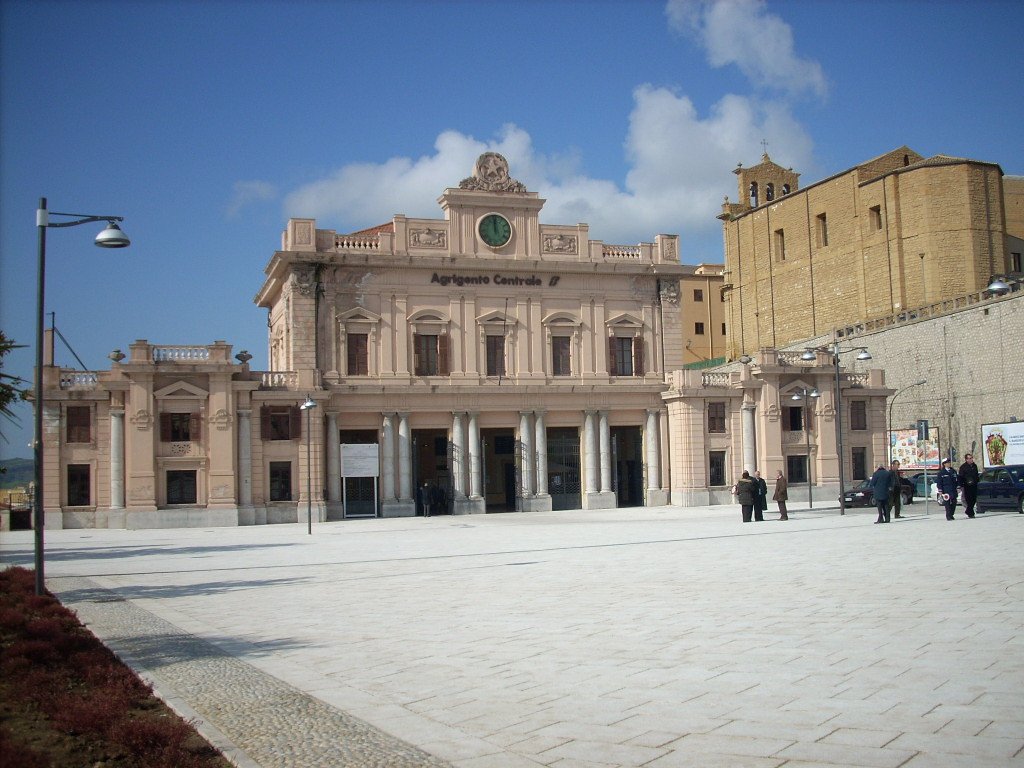
L'elegante edificio della stazione centrale di Agrigento, e Piazza Marconi.

Il territorio agrigentino viene attraversato da tre linee ferroviarie aperte al traffico passeggeri, tutte gestite da RFI per un totale di circa 150 km: la Palermo-Agrigento, la Caltanissetta Xirbi-Agrigento -le quali si incontrano, nella stazione di Aragona- e infine la Siracusa-Canicattì. Tutte e tre le linee sono a binario semplice ed elettrificato, tranne la Siracusa-Canicattì che non è provvista di elettrificazione.
La principale stazione del libero consorzio è quella di Agrigento Centrale, da dove un tempo partiva il famoso treno Freccia del Sud, che arrivava alla Stazione di Milano Centrale. Oggi non è più sede di transito di treni nazionali, ma soltanto di treni regionali, che la collegano con Palermo e Caltanissetta. Altre importanti stazioni sono quelle di Canicattì e Licata, poste lungo la stessa linea e da dove transitano i treni che fanno la spola tra queste località e altre importanti città come Gela, Vittoria, Comiso e l'aeroporto, Ragusa e Modica.
Le linee per Palermo e Siracusa sono state oggetto di alcuni interventi di potenziamento recenti che hanno abbattuto i tempi di percorrenza. La tratta verso il capoluogo isolano in particolare è quella che risulta più competitiva rispetto al trasporto su strada.
Carenze ben maggiori si evidenziano nelle zone sprovviste di collegamento ferroviario, come quelle interne e costiere, dove pure esistono importanti centri balneari, archeologici e portuali, poiché attraversate solo da ferrovie ormai soppresse: la Agrigento-Naro-Licata, la Lercara-Filaga-Magazzolo e soprattutto la Porto Empedocle-Castelvestrano, ultima a essere stata chiusa, nel 1986.
Proprio Porto Empedocle è anche il capolinea di una delle sei ferrovie turistiche italiane, ovvero la Ferrovia dei templi, originaria porzione terminale della linea per Palermo, che attraversa il suggestivo parco archeologico della Valle dei Templi: è stata affidata alla Fondazione delle Ferrovie dello Stato ed è aperta al traffico solo in alcuni momenti dell'anno, come durante la Sagra del mandorlo in fiore e nei mesi estivi.

### Porti

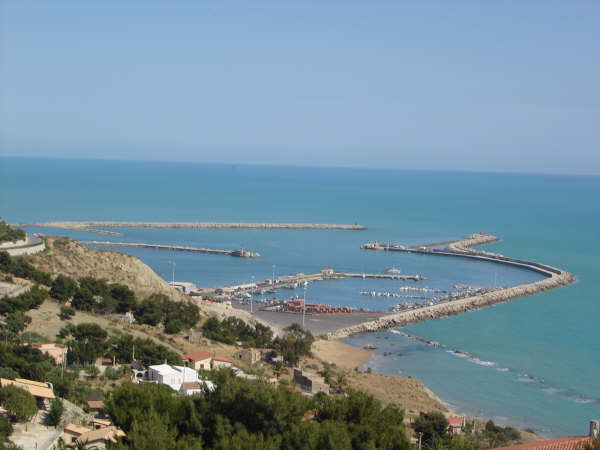
Scorcio dell'area portuale di Licata.

Principale per le quantità del pescato e per l'arrivo di altri generi alimentari e non solo, Sciacca vanta il porto più attivo del territorio, porto moderno e ospita circa cinquecento natanti tra pescherecci e piccole imbarcazioni, che quasi ogni anno scaricano oltre cinquemila tonnellate di pesce. La sua flotta peschereccia comprende circa duecento barche ed è la seconda in Sicilia dopo quella di Mazara del Vallo (TP). Tale attività impegna, comprese le strutture a terra, quasi duemila persone con un fatturato annuo che supera i trenta milioni di euro. I tipi di pesca più note sono lo strascico, la sottocosta e il palangresi. La pesca più praticata è quella del pesce azzurro a cianciolo che, attraverso la lavorazione nelle sue industrie conserviere, viene esportato in tutto il mondo, facendo di Sciacca il primo produttore europeo.
Importante porto è quello di Porto Empedocle, come quello di Sciacca peschereccio ma anche industriale e turistico. Nel comune ricade la sede della Capitaneria di Porto-Guardia Costiera, che presidia tutta la costa del territorio agrigentino. Le principali partenze di traghetti per Lampedusa, e Linosa gestite dalla "Ustica lines" sono garantite dal porto del comune di Porto Empedocle.
Da menzionare è anche quello di Licata di origine antichissime: fu polo commerciale del Mediterraneo dal periodo greco al periodo romano e normanno ed enormi erano gli scambi commerciali con gli approdi europei ed extraeuropei, fino agli inizi del secolo scorso; il commercio riguardava soprattutto lo zolfo, prodotto nell'entroterra licatese, che vantava il giacimento più grande d'Europa di questo elemento zolfo. Tanti erano i consolari di paesi europei che aprivano le proprie sedi in città; successivamente divenne uno dei primi porti intermodali dell'isola per via della ferrovia che attraverso un collegamento permetteva il carico delle merci. Il porto licatese per via degli attacchi stranieri col passare dei secoli divenne anche un approdo militare e difesa del territorio. La cantieristica licatese rappresenta un vanto dell'economia locale: antichi maestri d'ascia sono il fulcro artigianale dell'attività di costruzione delle numerosissime barche prodotte ed esportate anche fuori Sicilia; la marineria licatese rappresenta il fiore all'occhiello dell'economia locale, con il suo freschissimo pescato richiesto dai maggiori mercati dell'isola. Un piccolo cantiere navale provvede alla realizzazione delle piccole e medie imbarcazioni.

### Aeroporti
Nell'agrigentino non sono presenti aeroporti, fatta eccezione per l'Aeroporto di Lampedusa che vi si trova politicamente, ma non geograficamente. L'aeroporto serve solamente l'arcipelago delle Isole Pelagie e sorge a poche centinaia di metri dal centro abitato di Lampedusa; possiede una sola pista di 1800 m.
Futuristici progetti parlano della realizzazione di un grande scalo aereo che servirà la città di Agrigento, attualmente di difficile realizzazione a seguito della definitiva partenza dell'aeroporto di Comiso nell'estate 2013.
Quest'ultimo, infatti, risulta essere il più vicino per distanza.
Tuttavia, gli aeroporti di Catania e Palermo, pur essendo geograficamente più distanti, sono maggiormente trafficati per via del numero delle destinazioni aeree disponibili.

## Amministrazione
L'amministrazione del libero consorzio ha sede ad Agrigento in piazza Aldo Moro 1.
Allo scadere del mandato di Eugenio D'Orsi nel 2013, non si è proceduto a nuove elezioni per ordine della Regione che aveva nel frattempo commissariato tutte le province siciliane. La gestione dell'ente fu data al prefetto Benito Infurnari. Non essendo riuscito a emanare la prevista riforma, nel 2014 il governo di Palermo procedette a un nuovo commissariamento, nella persona di Alessandra Di Liberto.
Un Decreto del Presidente della Regione Siciliana ha indetto le elezioni in Sicilia per il giorno di domenica 27 aprile 2025 dei "Presidenti e dei Consigli dei liberi Consorzi comunali di Agrigento, Caltanissetta, Enna, Ragusa, Siracusa e Trapani nonché dei Consigli Metropolitani di Palermo, Catania e Messina".
Il 27 aprile 2025 si sono tenute le elezioni di secondo livello per eleggere il primo Consiglio Provinciale, composto da 12 consiglieri, nell'ambito delle Elezioni del Consiglio Provinciale 2025. Il medesimo giorno si sono tenute le prime elezioni per il presidente del Libero consorzio, vinte dal sindaco di Aragona, Giuseppe Pendolino.

### Commissari straordinari regionali (2015–2025)
| Nominativo               | Mandato         | Mandato         |
| Nominativo               | Inizio          | Fine            |
| ------------------------ | --------------- | --------------- |
| Marcello Maisano         | 4 agosto 2015   | 23 marzo 2016   |
| Roberto Barbieri         | 23 marzo 2016   | 11 aprile 2017  |
| Giuseppe Marino          | 11 aprile 2017  | 30 gennaio 2018 |
| Girolamo Alberto Di Pisa | 30 gennaio 2018 | 30 aprile 2021  |
| Vincenzo Raffo           | 30 aprile 2021  | 28 aprile 2025  |

### Presidenti del Libero consorzio comunale (dal 2025)
| Nº | Nº | Ritratto | Nome               | Mandato        | Mandato   | Partito                | Elezione | Note   |
| Nº | Nº | Ritratto | Nome               | Inizio         | Fine      | Partito                | Elezione | Note   |
| -- | -- | -------- | ------------------ | -------------- | --------- | ---------------------- | -------- | ------ |
| 1  |    |          | Giuseppe Pendolino | 28 aprile 2025 | in carica | Indipendente di centro | 2025     | [ 38 ] |

## Comuni
| #  | Comune                     | Popolazione al 1º gennaio 2025 (ab.) |
| -- | -------------------------- | ------------------------------------ |
| 1  | Agrigento                  | 55.185                               |
| 2  | Alessandria della Rocca    | 2.328                                |
| 3  | Aragona                    | 8.703                                |
| 4  | Bivona                     | 3.046                                |
| 5  | Burgio                     | 2.452                                |
| 6  | Calamonaci                 | 1.121                                |
| 7  | Caltabellotta              | 3.094                                |
| 8  | Camastra                   | 1.972                                |
| 9  | Cammarata                  | 5.811                                |
| 10 | Campobello di Licata       | 8.931                                |
| 11 | Canicattì                  | 34.251                               |
| 12 | Casteltermini              | 7.095                                |
| 13 | Castrofilippo              | 2.560                                |
| 14 | Cattolica Eraclea          | 3.256                                |
| 15 | Cianciana                  | 2.987                                |
| 16 | Comitini                   | 903                                  |
| 17 | Favara                     | 31.268                               |
| 18 | Grotte                     | 5.056                                |
| 19 | Joppolo Giancaxio          | 1.063                                |
| 20 | Lampedusa e Linosa         | 6.490                                |
| 21 | Licata                     | 34.085                               |
| 22 | Lucca Sicula               | 1.687                                |
| 23 | Menfi                      | 11.719                               |
| 24 | Montallegro                | 2.341                                |
| 25 | Montevago                  | 2.652                                |
| 26 | Naro                       | 6.851                                |
| 27 | Palma di Montechiaro       | 21.218                               |
| 28 | Porto Empedocle            | 15.429                               |
| 29 | Racalmuto                  | 7.511                                |
| 30 | Raffadali                  | 11.779                               |
| 31 | Ravanusa                   | 10.162                               |
| 32 | Realmonte                  | 4.339                                |
| 33 | Ribera                     | 17.717                               |
| 34 | Sambuca di Sicilia         | 5.243                                |
| 35 | San Biagio Platani         | 2.759                                |
| 36 | San Giovanni Gemini        | 7.422                                |
| 37 | Santa Elisabetta           | 2.204                                |
| 38 | Santa Margherita di Belice | 5.953                                |
| 39 | Sant'Angelo Muxaro         | 1.139                                |
| 40 | Santo Stefano Quisquina    | 3.915                                |
| 41 | Sciacca                    | 38.427                               |
| 42 | Siculiana                  | 4.169                                |
| 43 | Villafranca Sicula         | 1.315                                |
| #  | TOTALE                     | 446.437                              |